# Nicolas Ozanne
Pour les articles homonymes, voir Ozanne.
Nicolas-Marie Ozanne, né à Brest le 12 janvier 1728 et mort à Paris le 3 janvier 1811, est un peintre et dessinateur français.
Dessinateur de marine, il a illustré de nombreuses publications sur les vaisseaux, les manœuvres navales et les ports dans la deuxième moitié du XVIIIe siècle. Membre de l’Académie de marine en 1752, il s’intéresse aussi à la construction navale. Il est le frère aîné de Pierre Ozanne (1737-1813), comme lui dessinateur de marine. Tous deux sont considérés comme des témoins précieux de la France navale et de son évolution, de Louis XV à l’Empire.

## Bibliographie

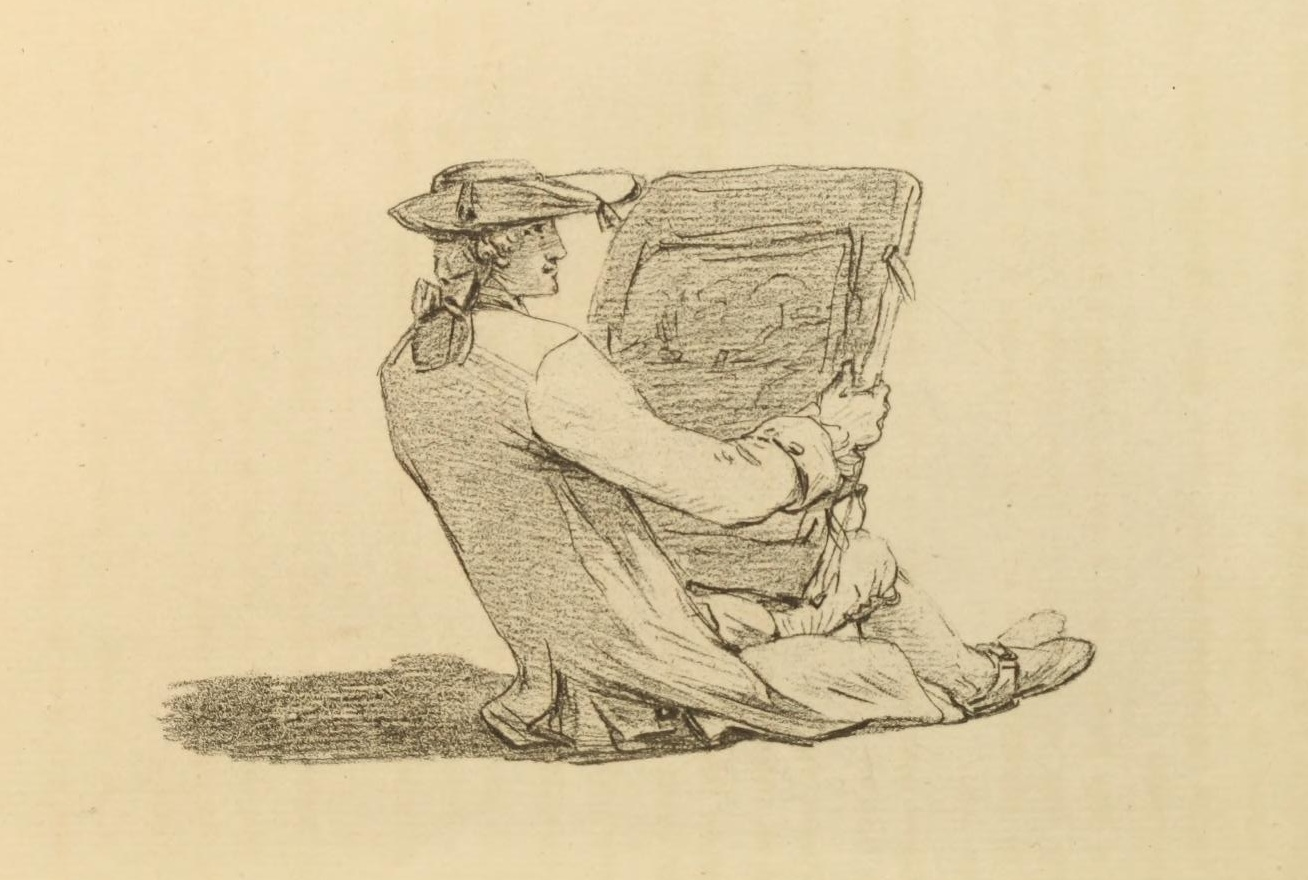
Pierre Ozanne, Nicolas Ozanne dessinant.

### Publications
- Marine militaire ou recueil des différents vaisseaux qui servent à la guerre, dédiée à Choiseul, sans date (vers 1762)[6].
- Nouvelles vues perspectives des ports de France dessinées pour le Roi, 1776[7].

## Œuvres dans les collections publiques
Royaume-Uni
- Grennwich, National Maritime Museum : fonds de dessins de ou attribués à Nicolas Ozanne[8].

France
- Brest, musée des Beaux-Arts : 
  - Embarquement au port de Brest, vers 1752, eau forte sur papier ;
  - Le port de Brest, vers 1755 ;
  - La rade de Brest vue de Kéroriou dans l'est du port, 1776, gravure en taille douce aquarellée sur papier ;
  - Vue des Corderies de Brest, fin XVIIIe siècle, eau-forte sur papier.

## Galerie

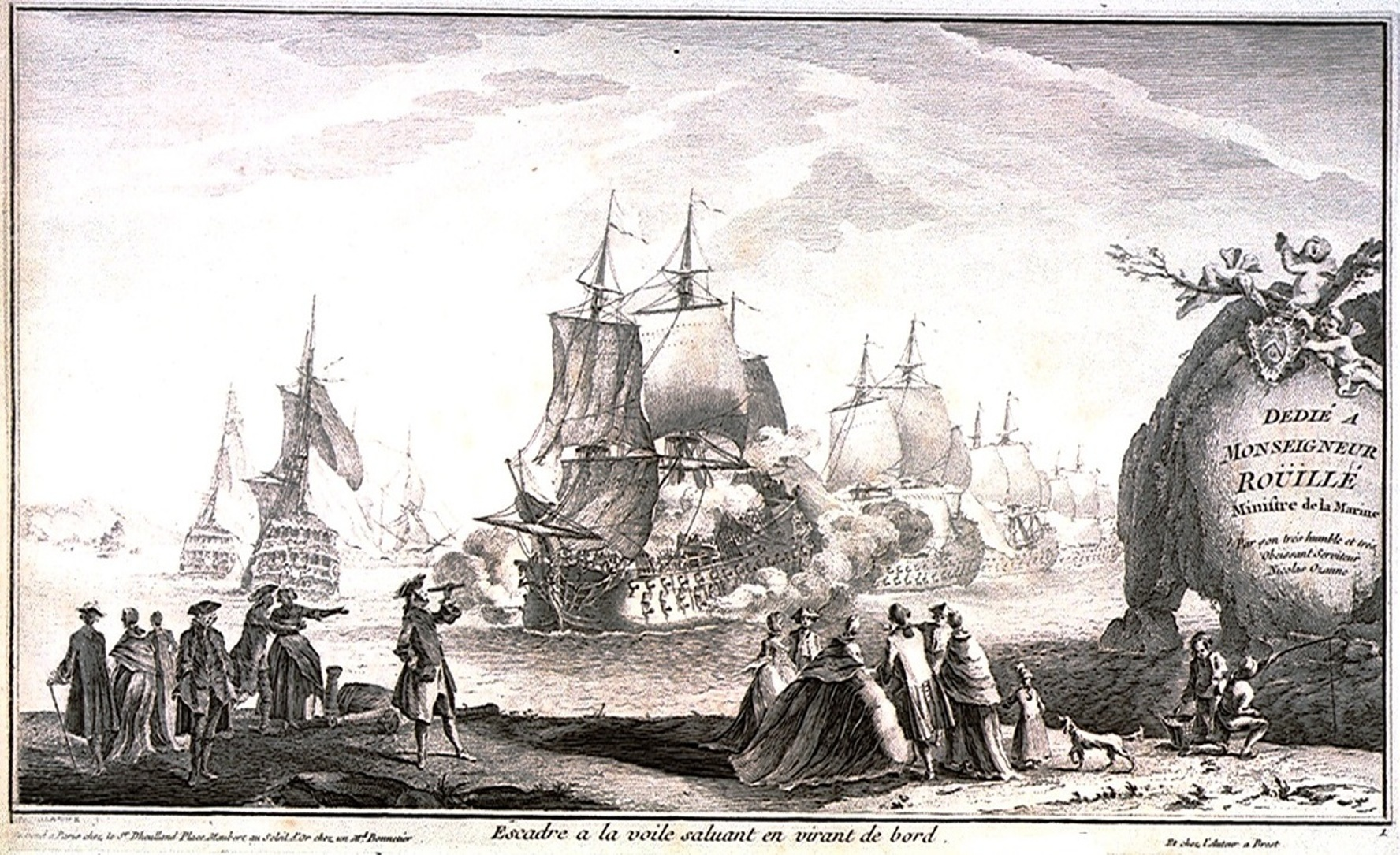
Gravure allégorique à la gloire du ministre de la marine Antoine Louis Rouillé qui accepte de faire travailler Nicolas Ozanne à ses débuts.
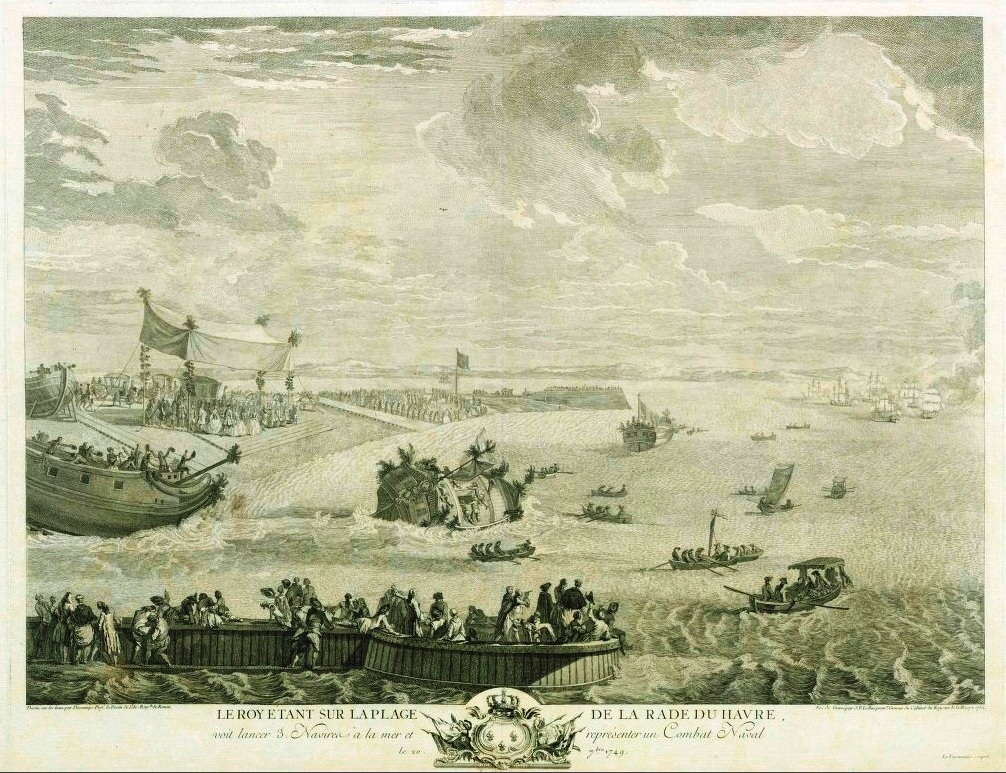
La visite de Louis XV au Havre, en 1749, à l’occasion de laquelle Nicolas Ozanne collabore sur les illustrations de l'évènement.
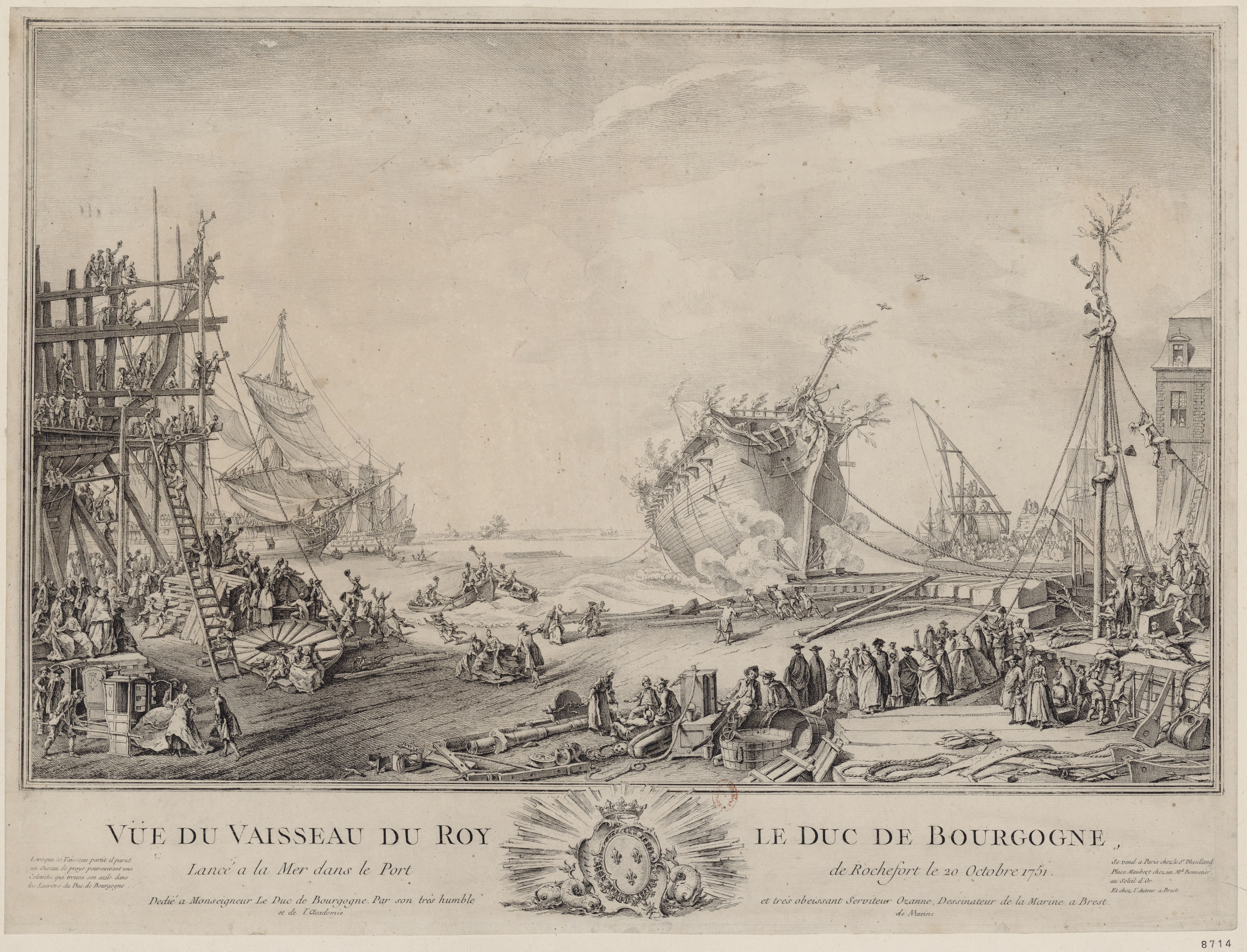
Le lancement du gros deux-ponts le en 1751, à Rochefort, vu avec réalisme par Nicolas Ozanne.
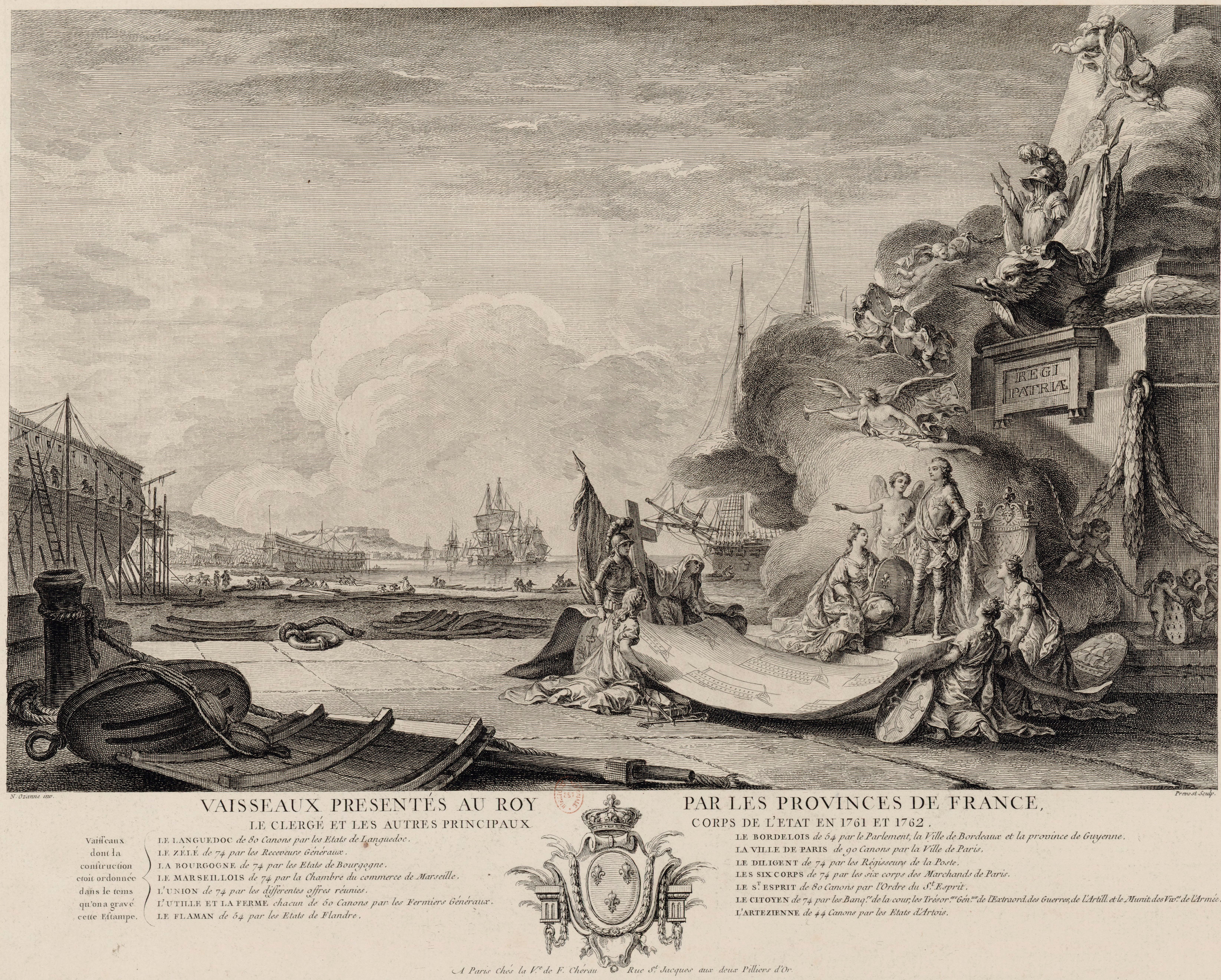
Gravure allégorique de 1762 présentant à Louis XV le don des vaisseaux afin de réparer les pertes de la guerre de Sept Ans
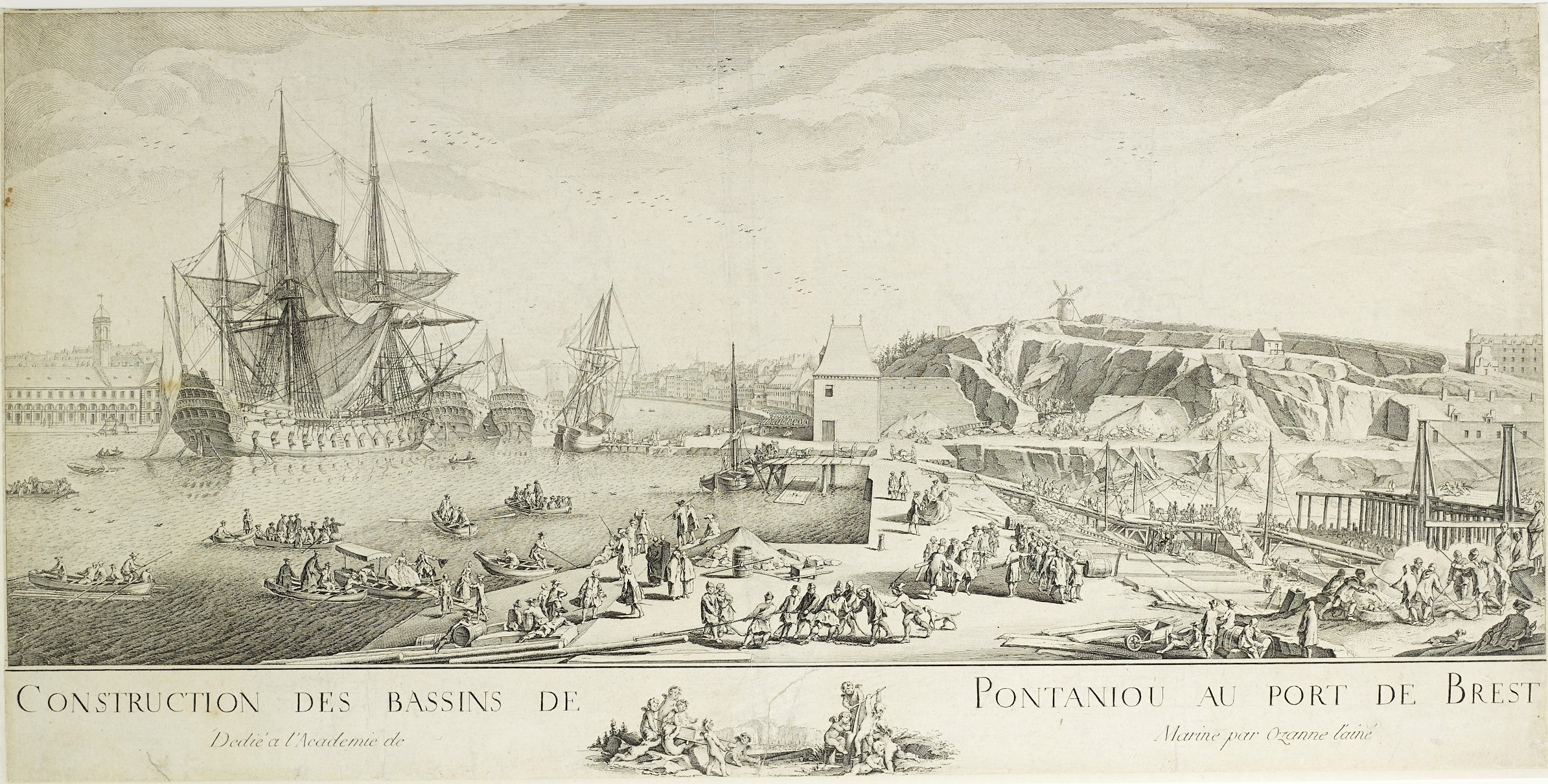
La construction des bassins de Pontaniou dans l’arsenal de Brest, qui dure des années 1750 aux années 1770.
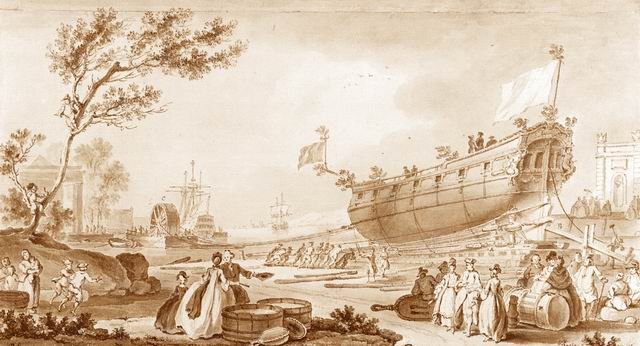
La corvette Aurore lors de son lancement en 1767. Nicolas Ozanne contribue à en dresser les plans et navigue avec elle dans la Manche.

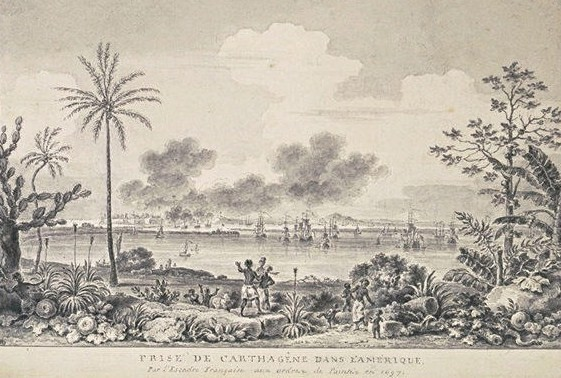
La prise de Carthagène des Indes en 1697, par les forces du baron de Pointis.
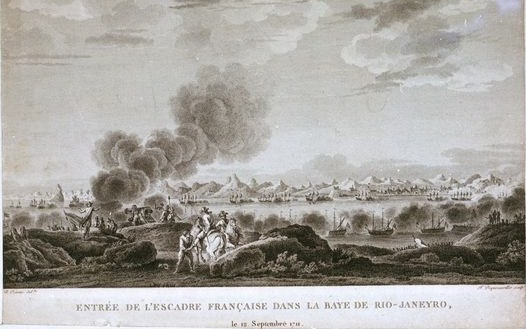
La prise de Rio de Janeiro en 1711 par Duguay-Trouin lors de la guerre de Succession d’Espagne.
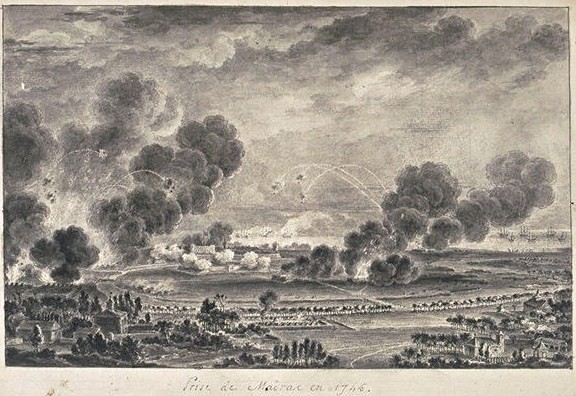
La prise de Madras en 1746, par les forces de La Bourdonnais dans l’océan Indien.
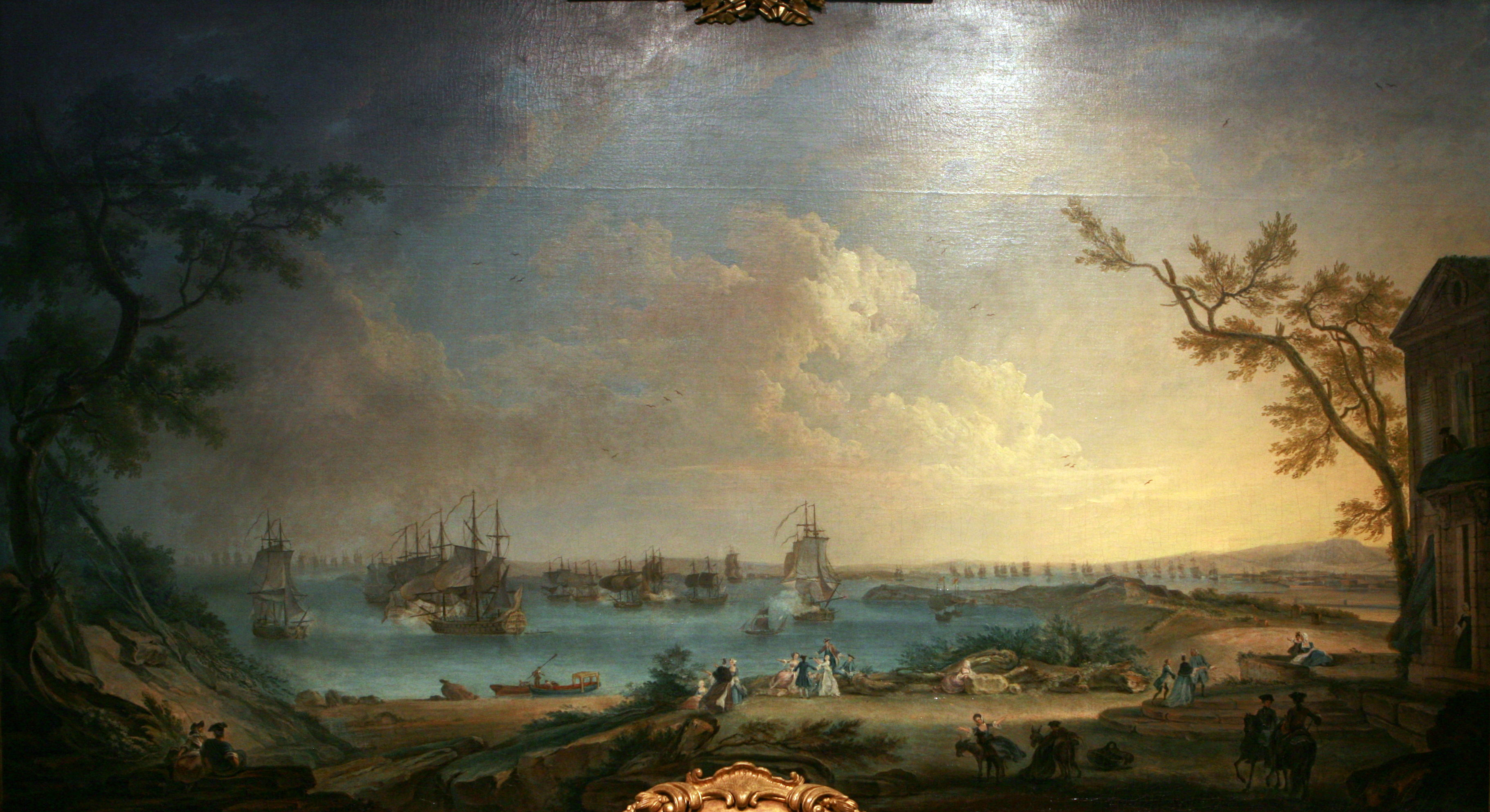
Le départ de l'escadre de La Galissonière en 1756 lors de l'expédition contre Minorque.
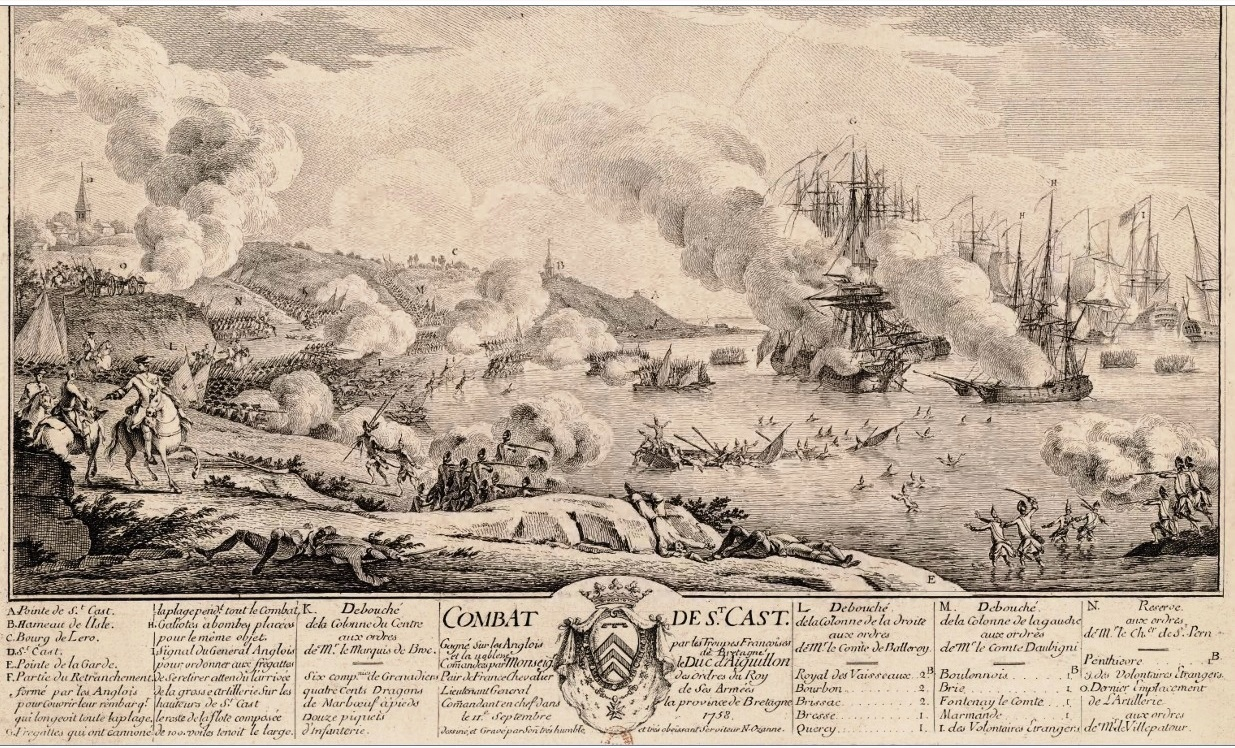
Le combat de Saint-Cast sur les côtes bretonnes en 1758, pendant la guerre de Sept Ans.
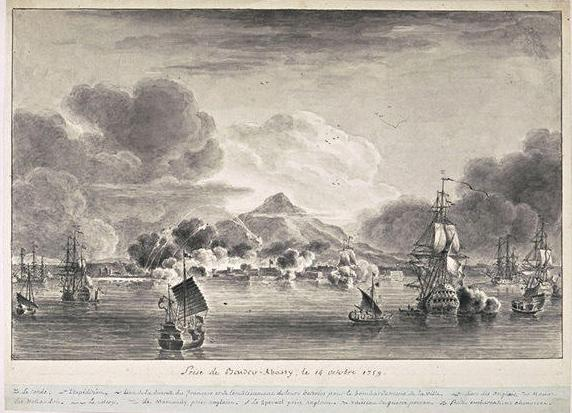
La prise de Bandar Abbas en 1759 dans le golfe persique par des corsaires français.

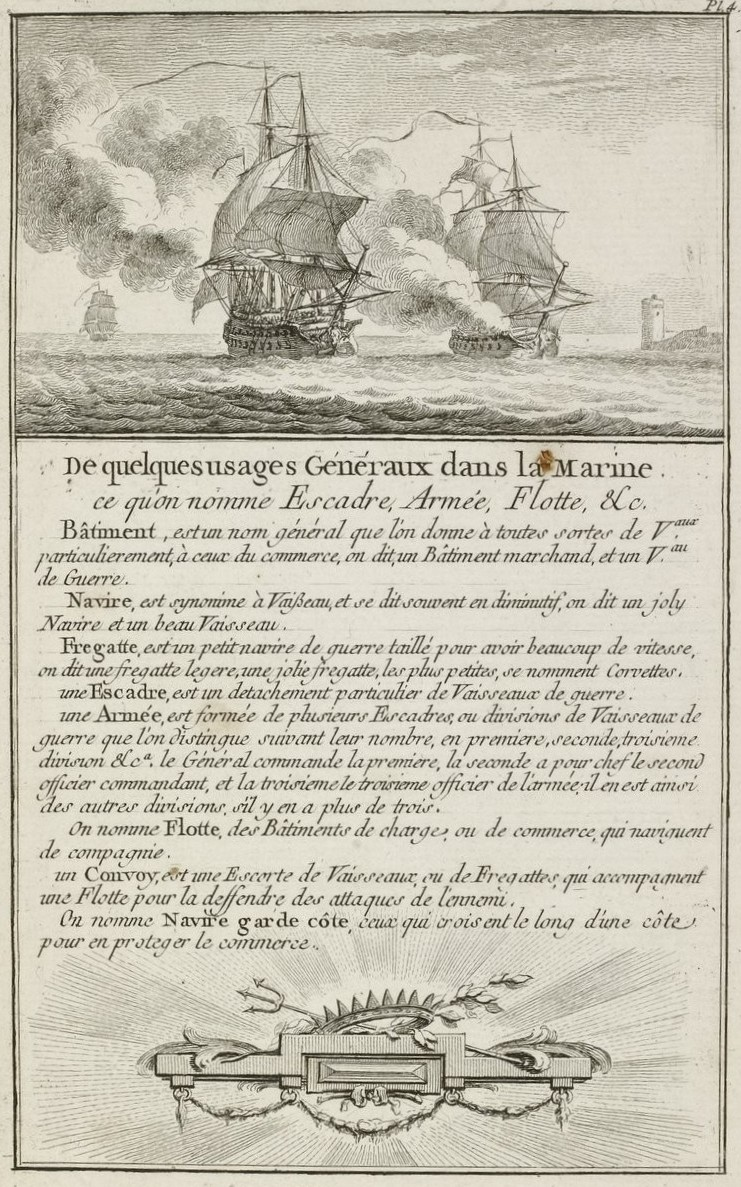
La définition des principaux termes de marine pour les escadres, armées, flottes.
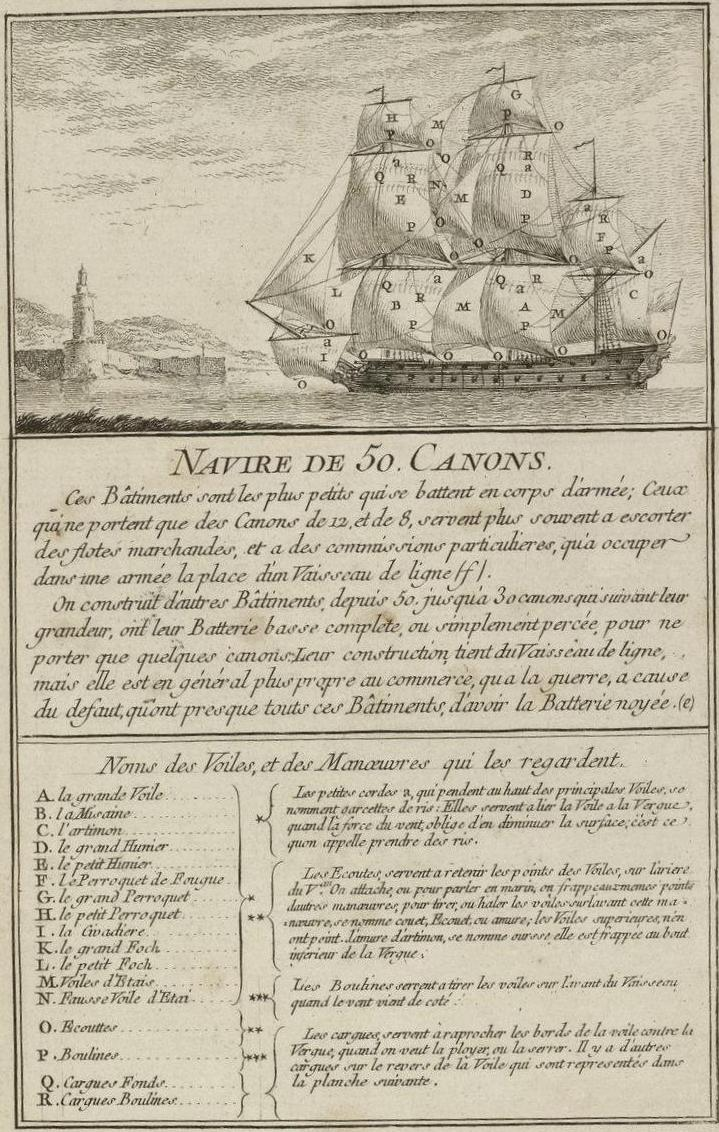
Modèle de petit vaisseau de 50 canons avec le détail de ses agrès et de ses manœuvres.
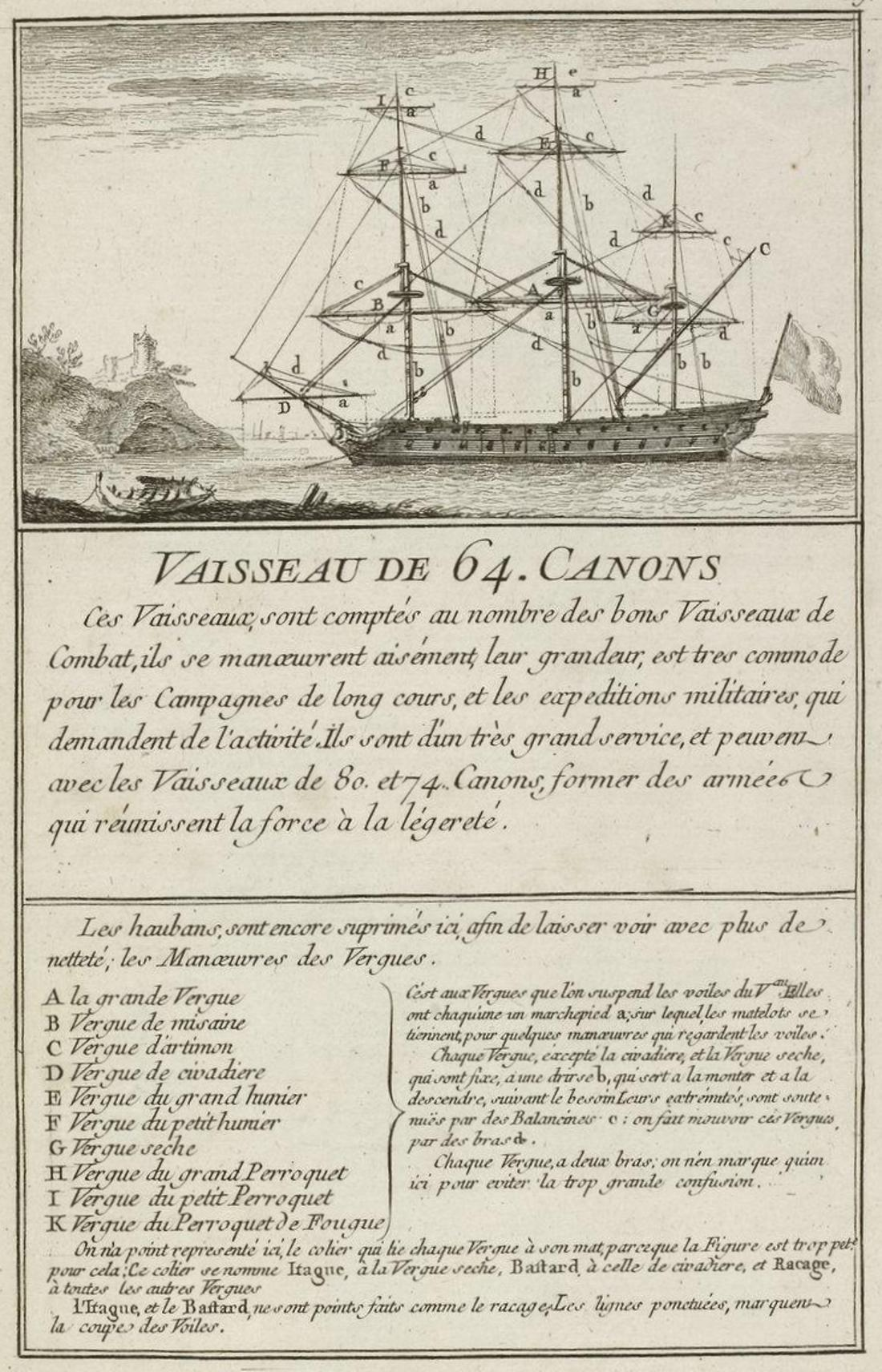
Modèle de vaisseau moyennement artillé de 64 canons avec le détail de ses agrès et de ses manœuvres.
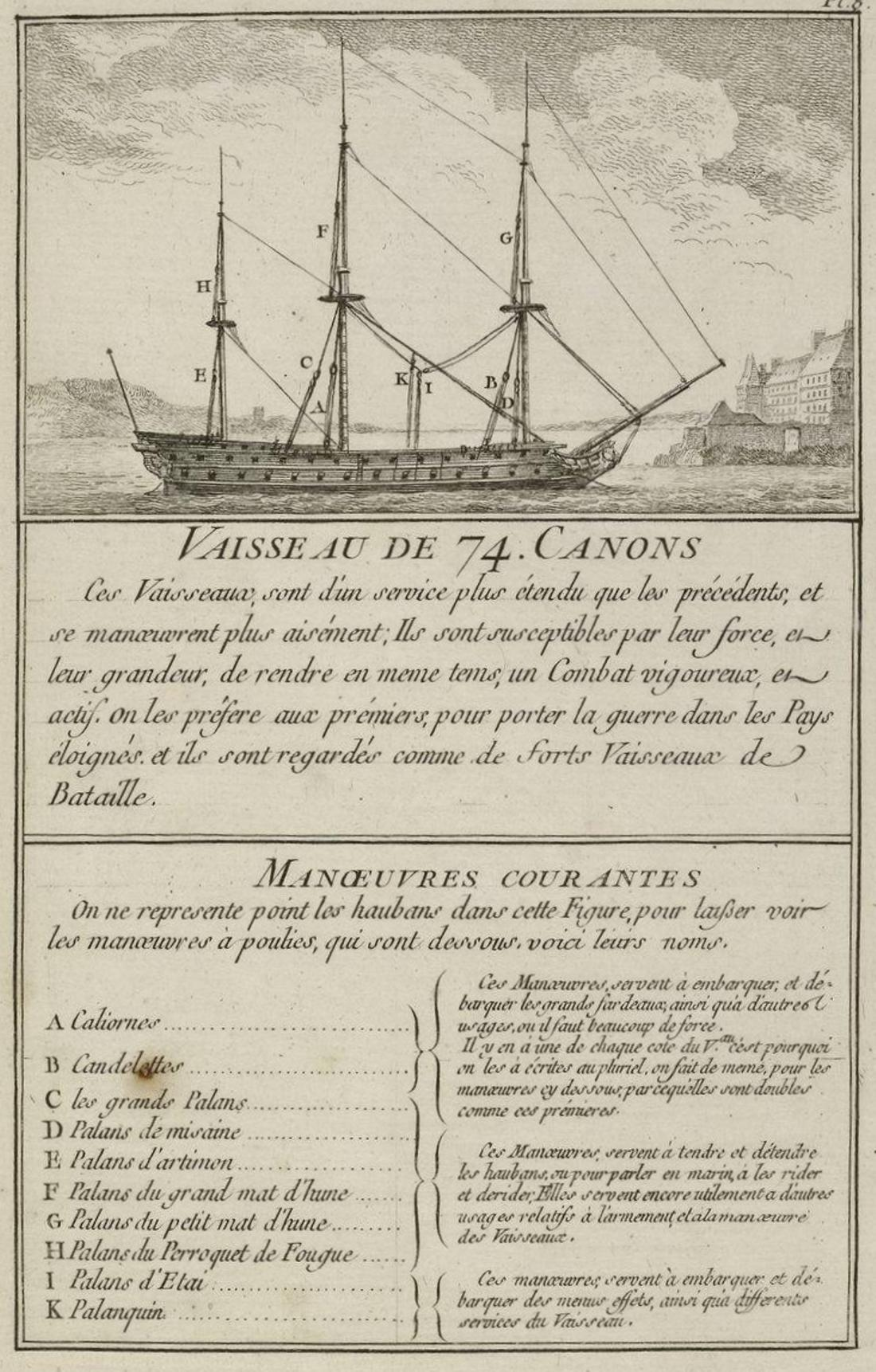
Modèle de vaisseau fortement artillé de 74 canons avec le détail de ses agrès et de ses manœuvres.
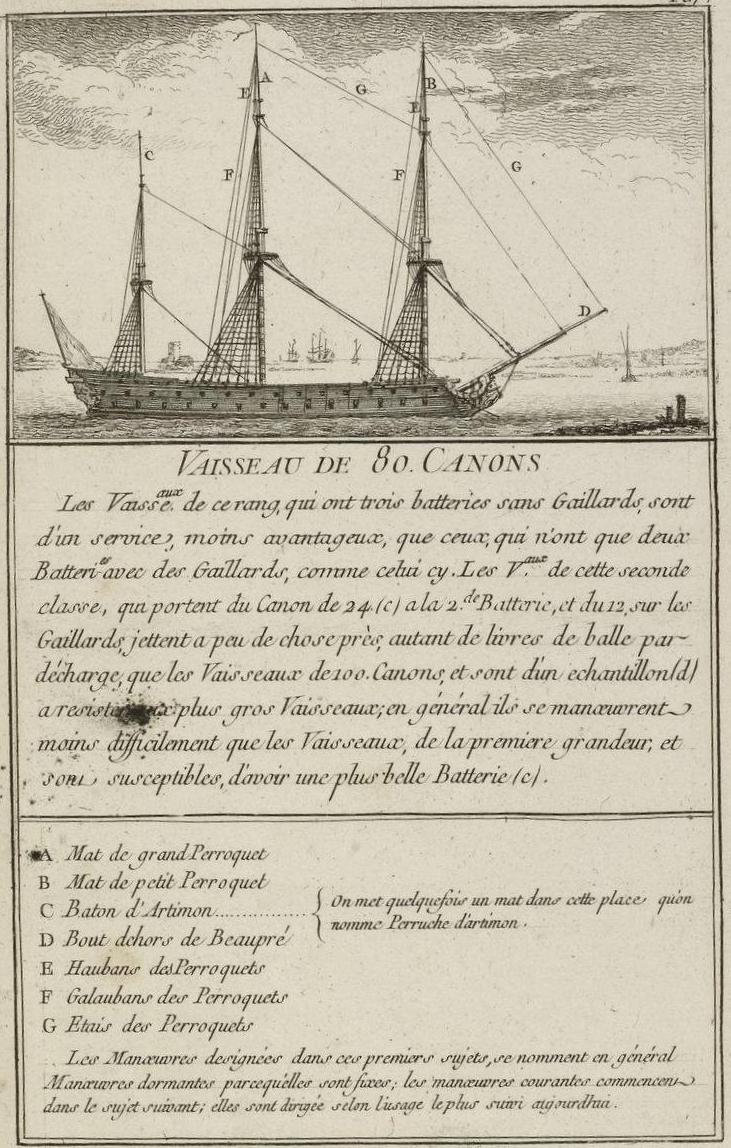
Modèle de gros vaisseau de 80 canons avec le détail de ses agrès et de ses manœuvres.
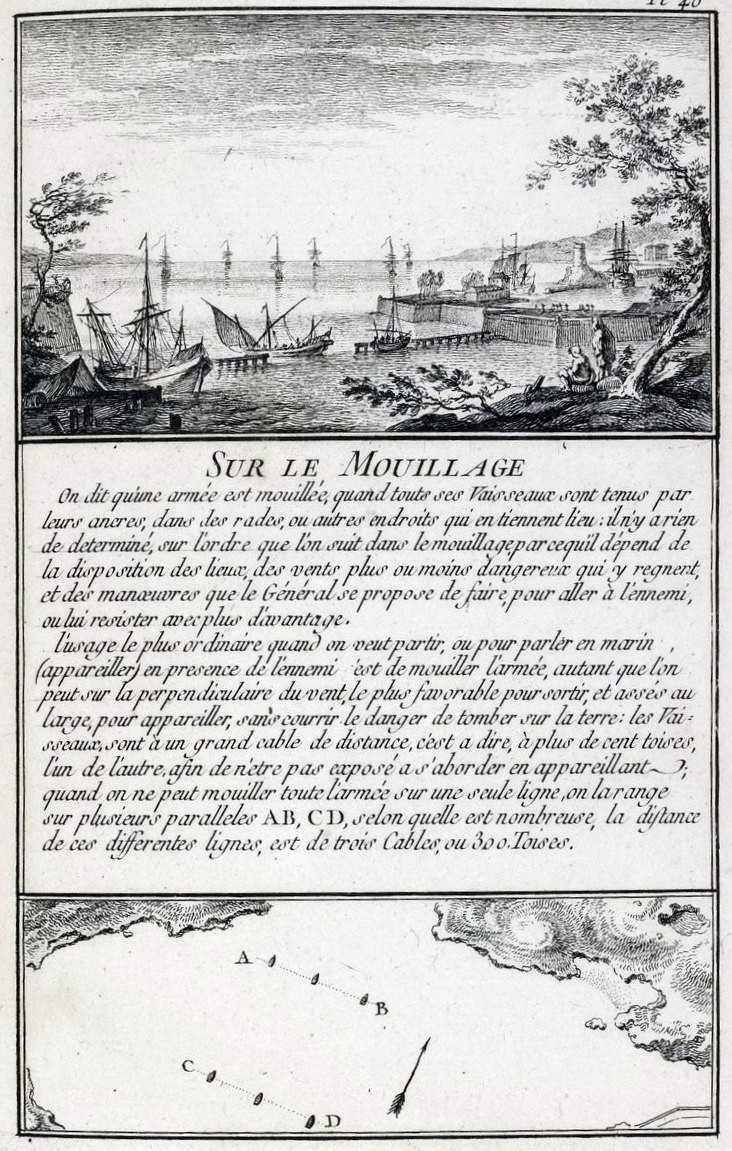
La définition d’un bon mouillage et des différentes positions pour ancrer les navires.
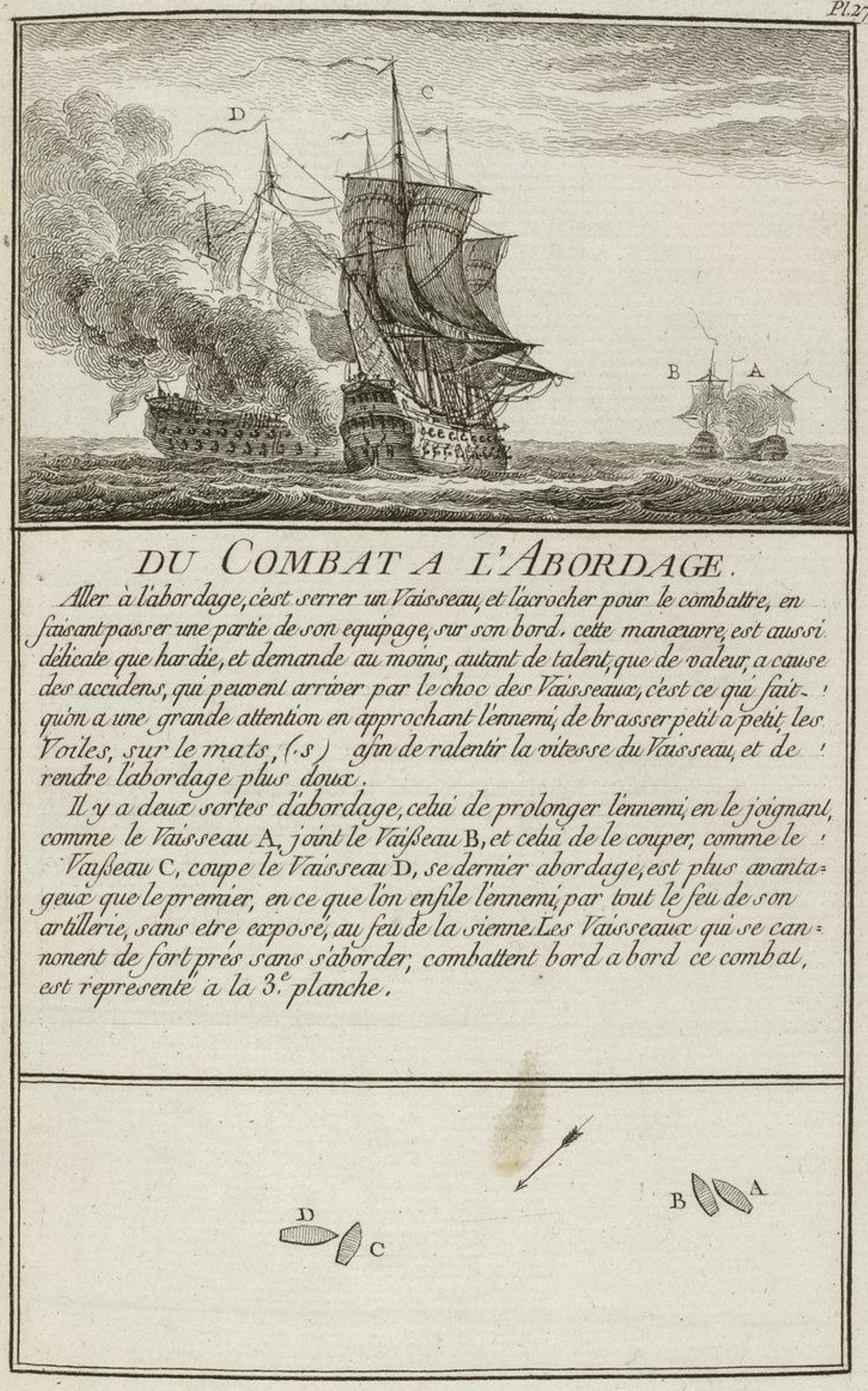
Les différentes formes du combat à l’abordage entre deux vaisseaux.
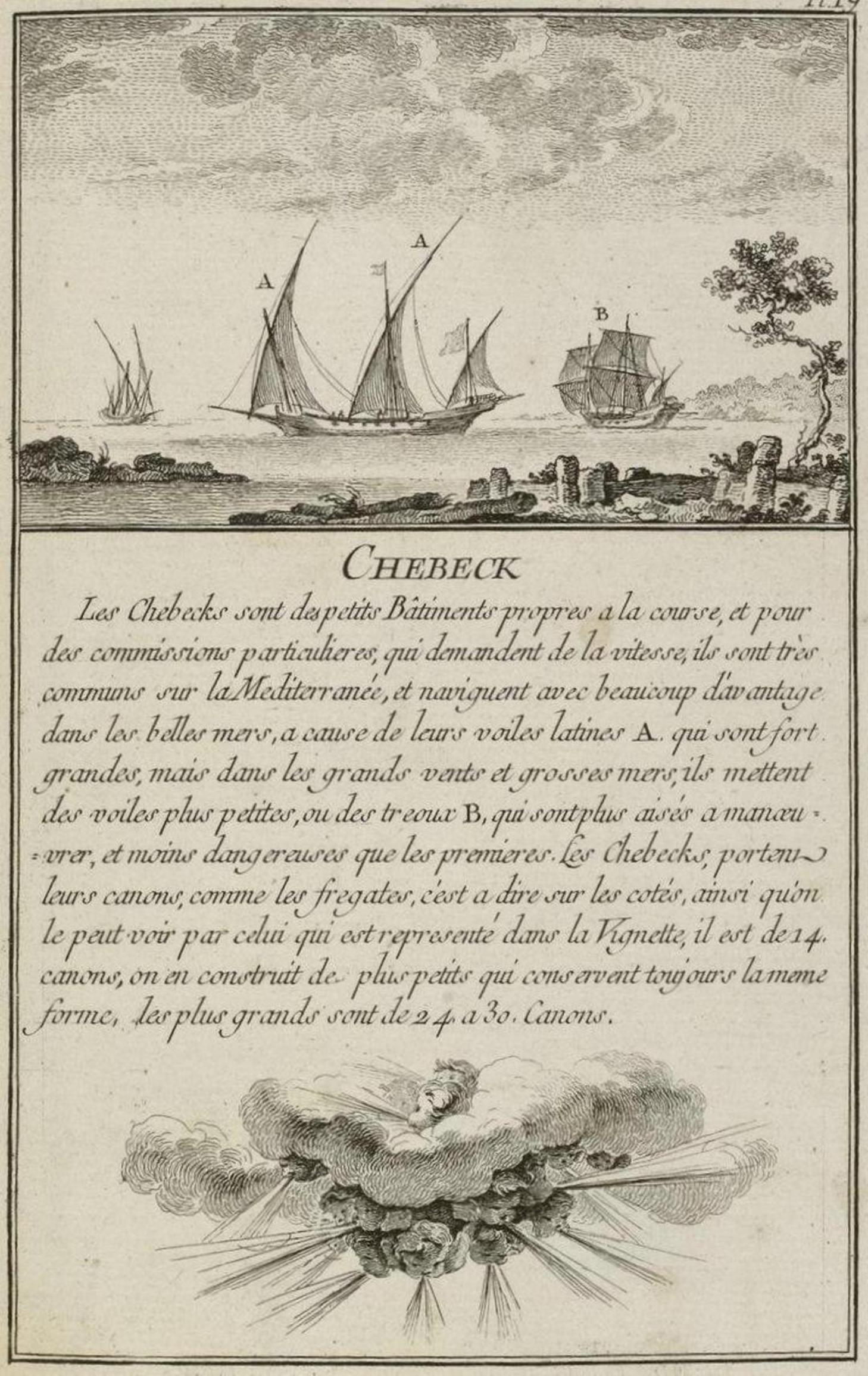
La présentation et l’utilité militaire d’un chébec en Méditerranée.
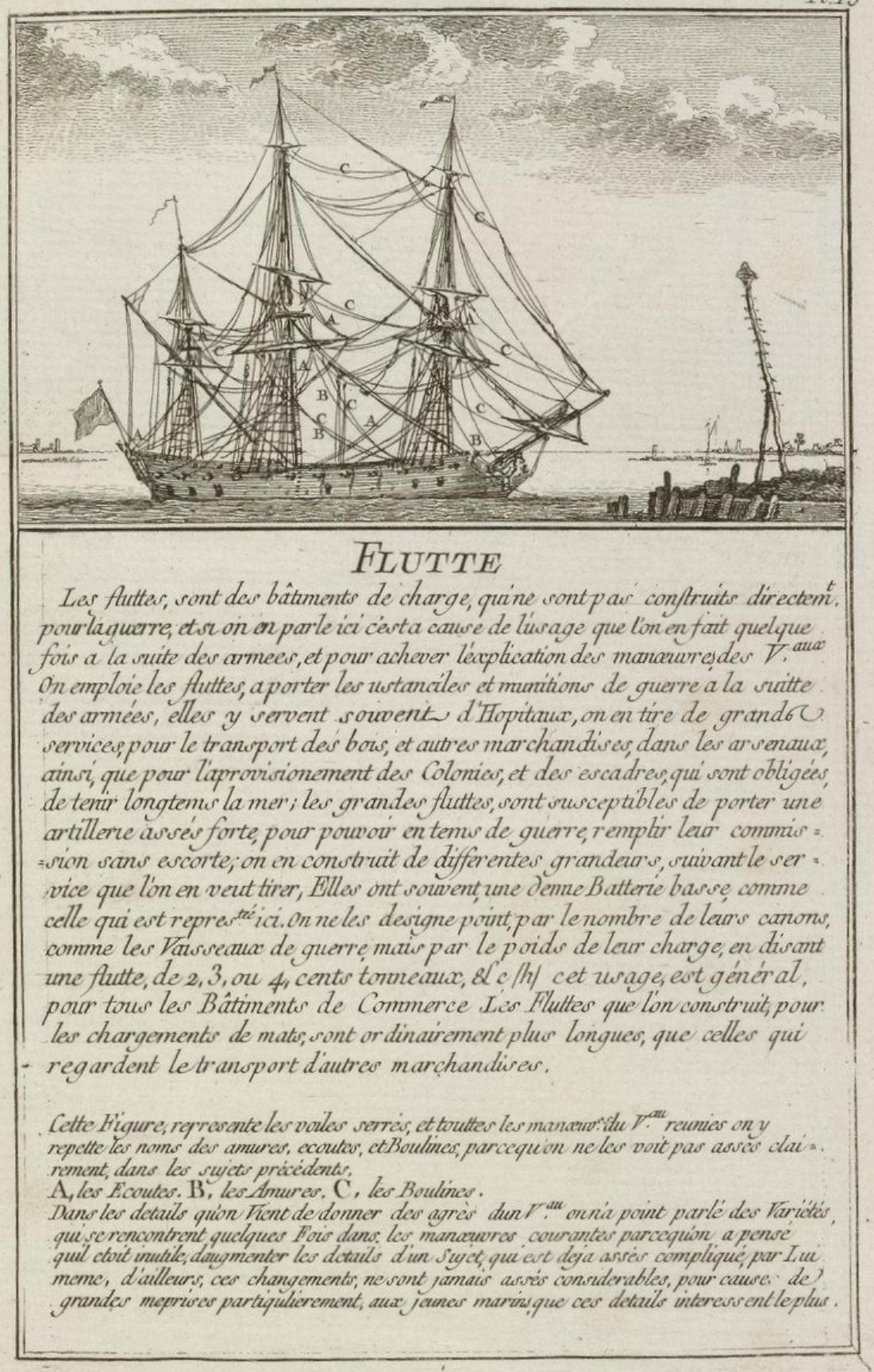
La flûte militaire et ses différentes utilisations dans une flotte.
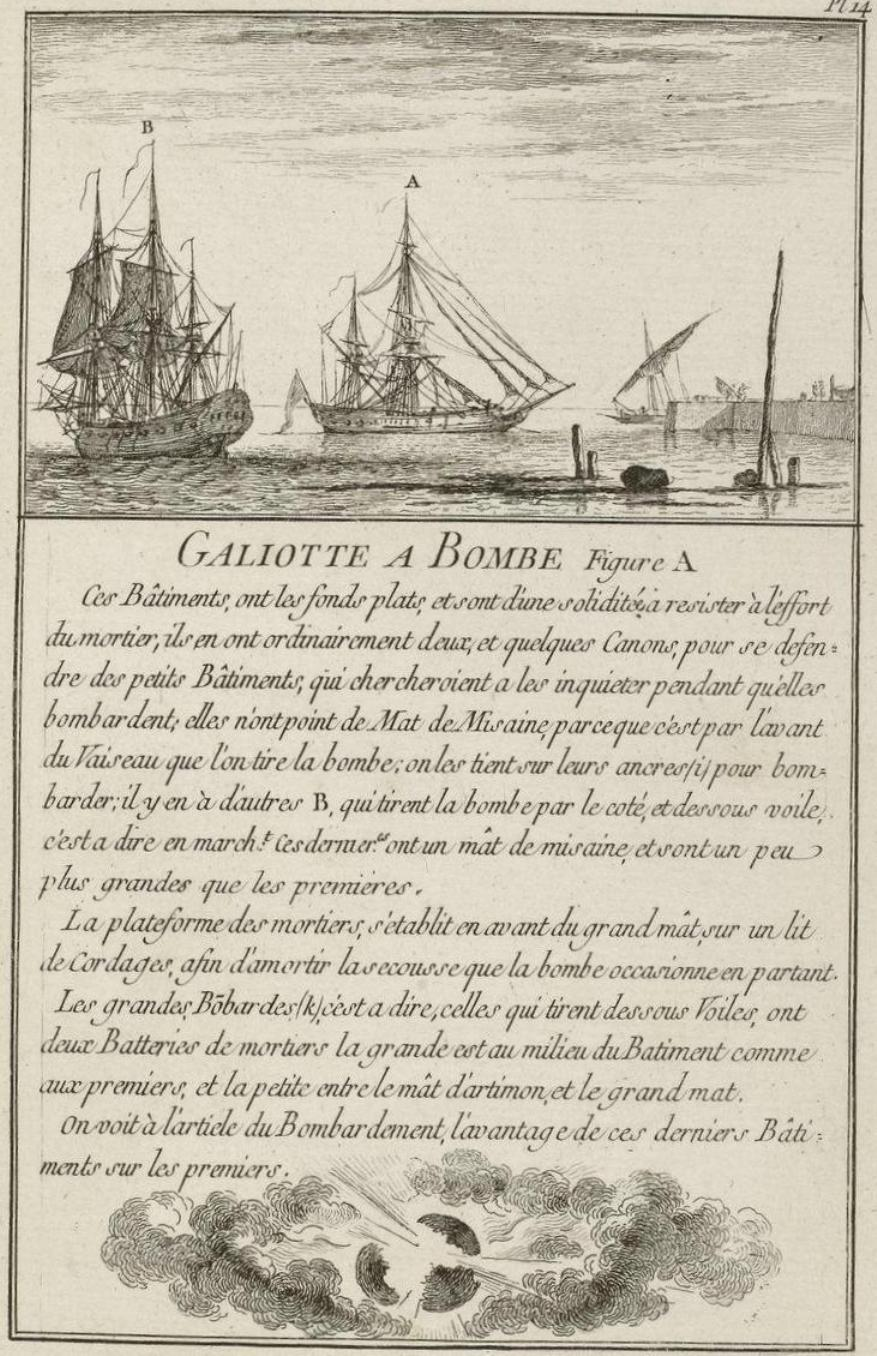
La description de la galiote à bombes et du fonctionnement de son artillerie.
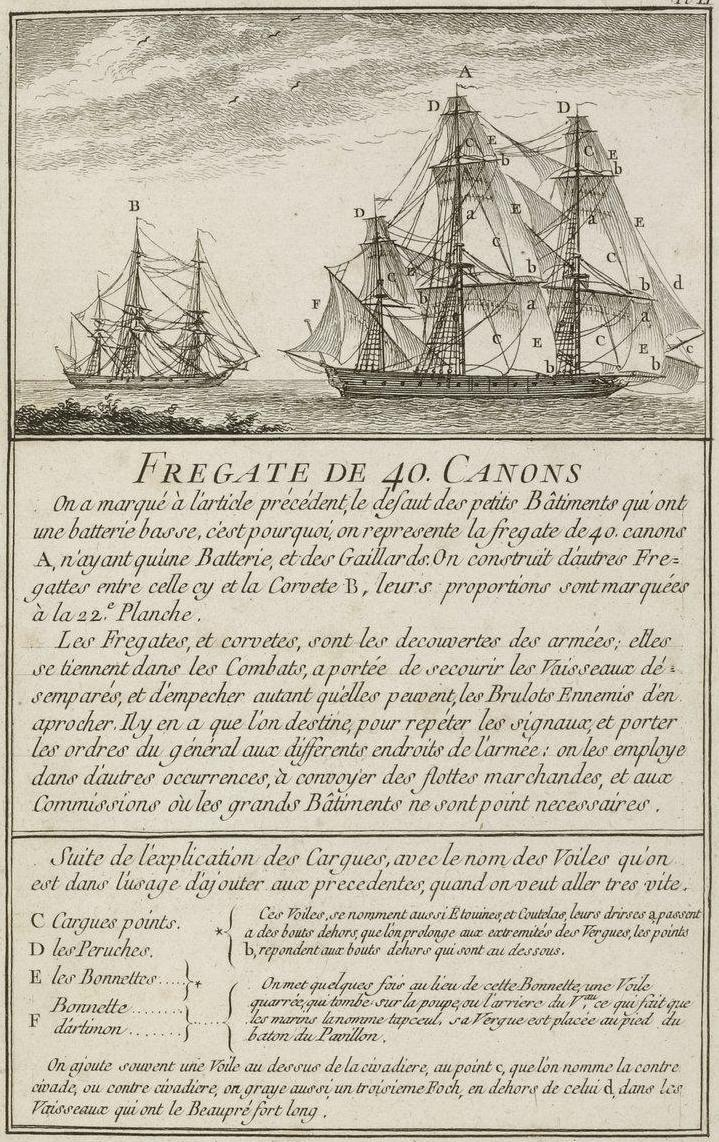
Modèle de grosse frégate de 40 canons avec le détail de ses agrès.
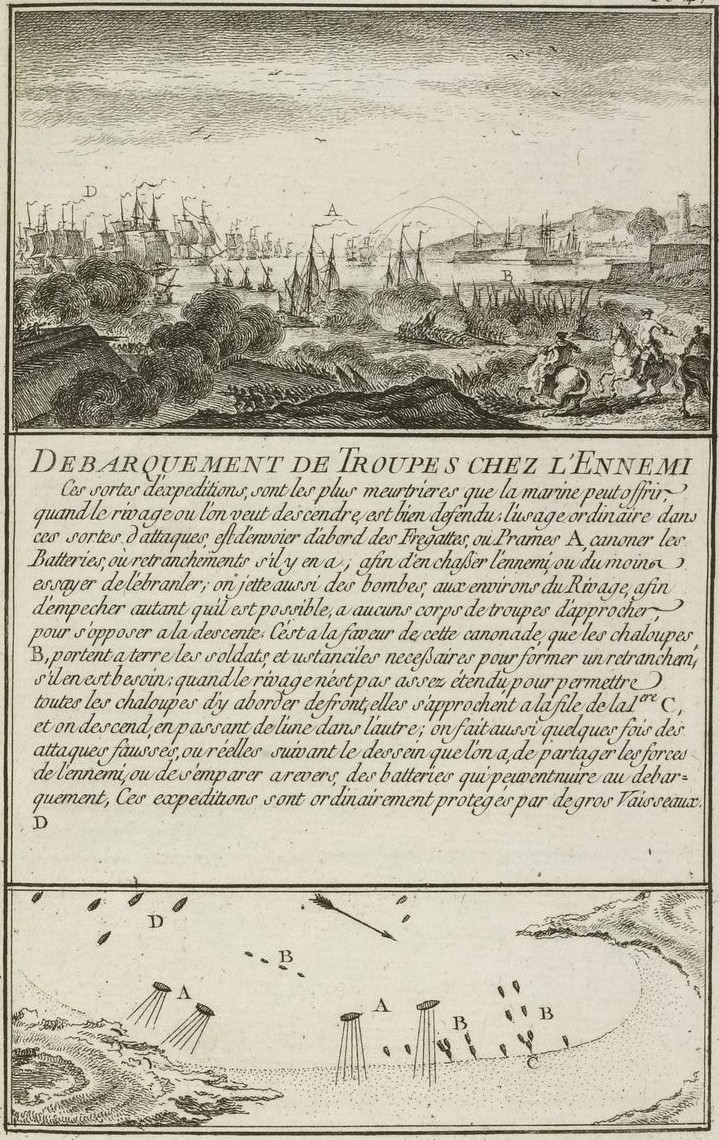
La description d’une opération de débarquement « chez l’ennemi ».

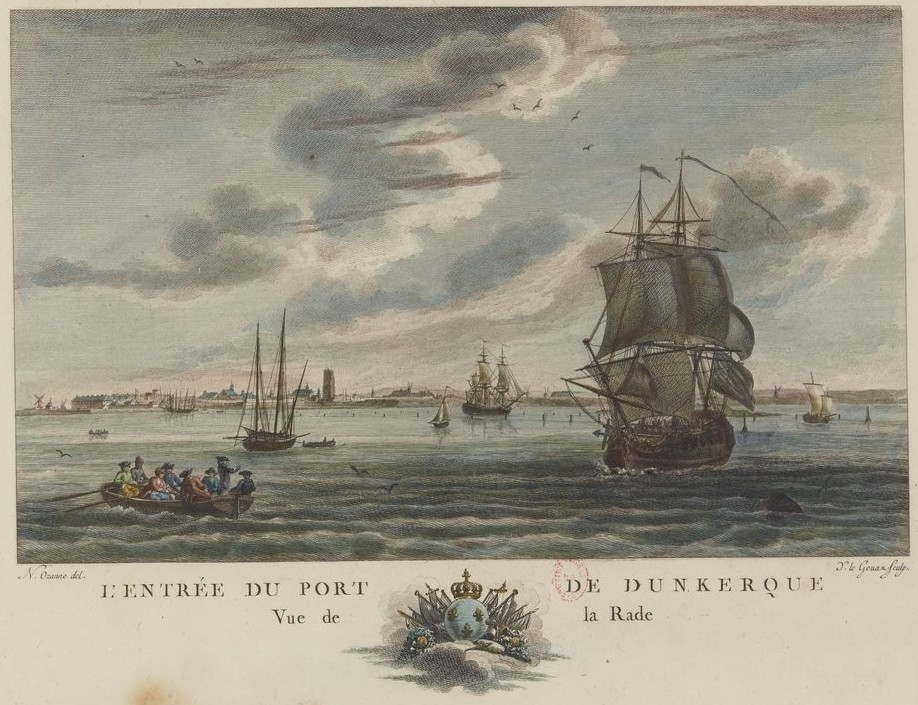
Le port de Dunkerque.
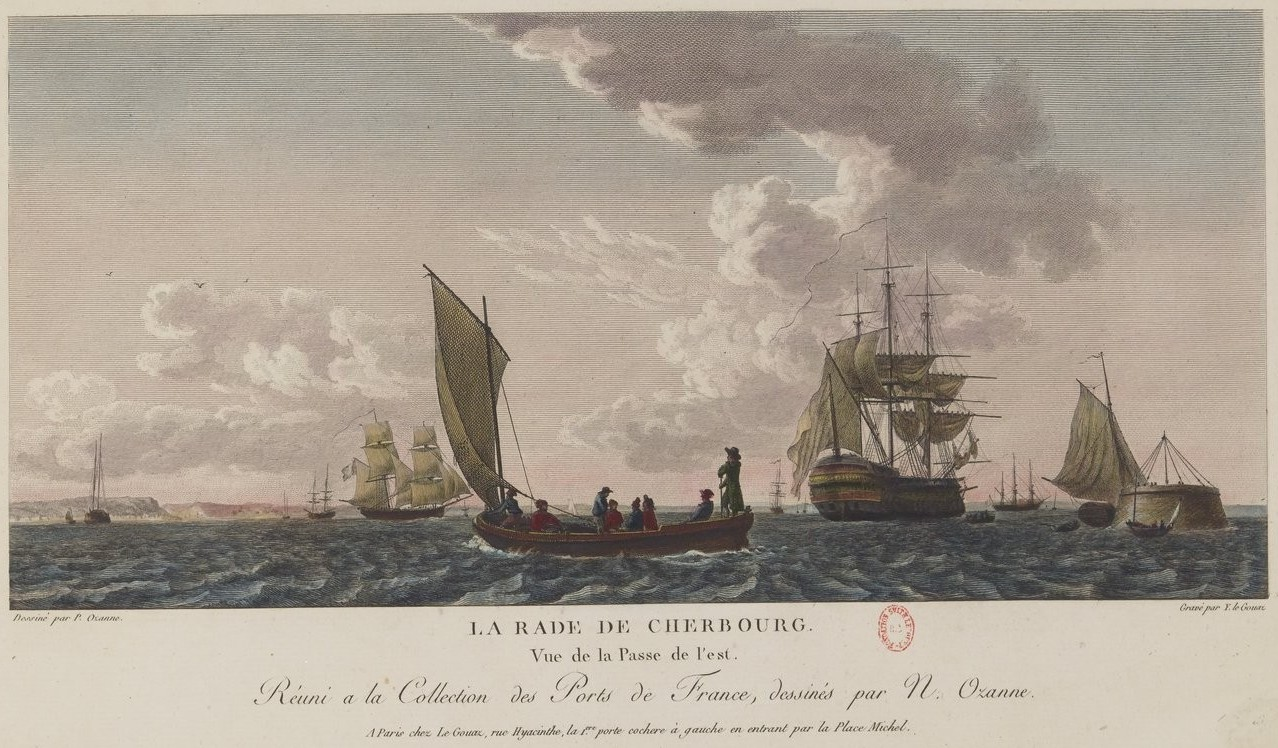
La rade de Cherbourg.
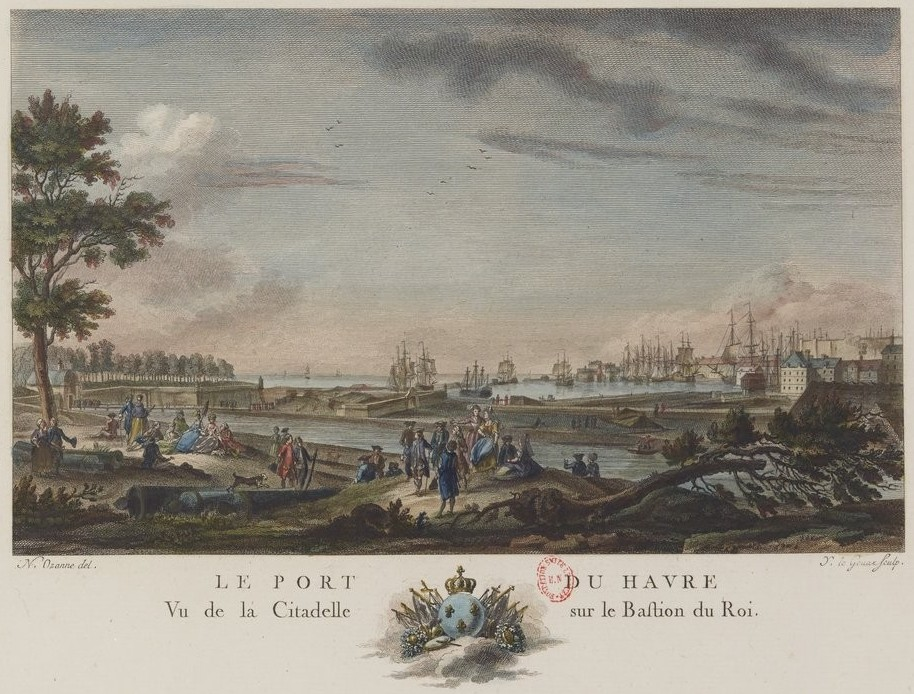
Le port du Havre.
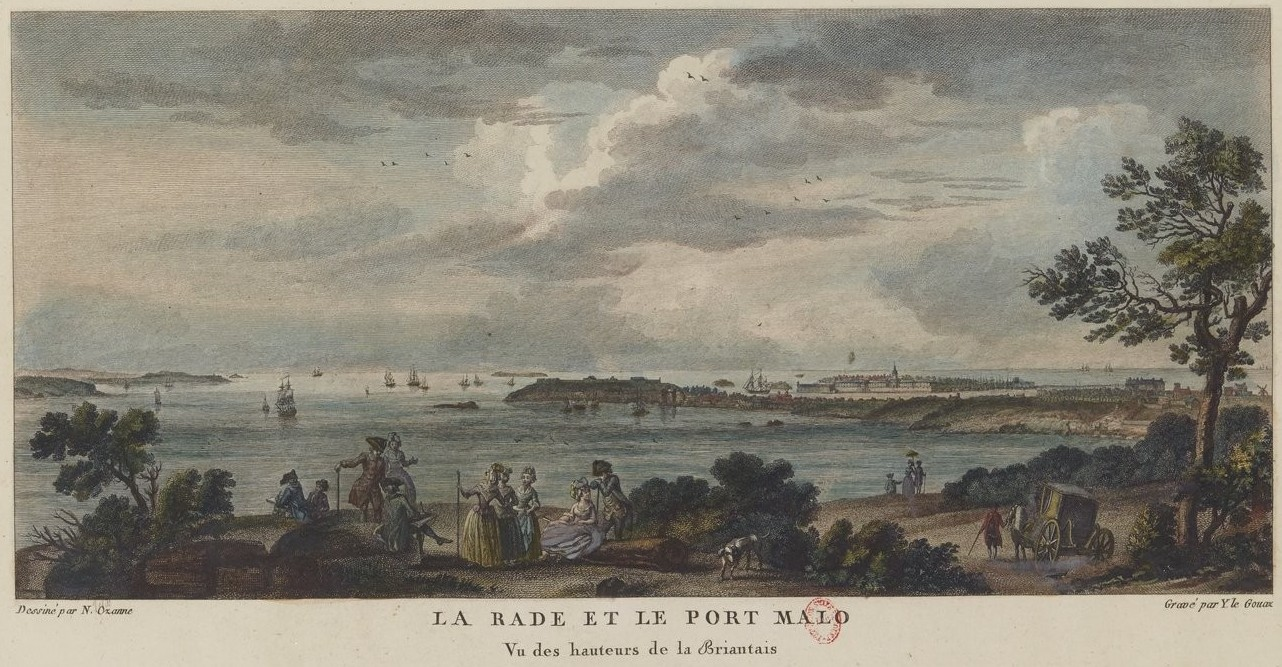
La rade et le port de Saint-Malo.
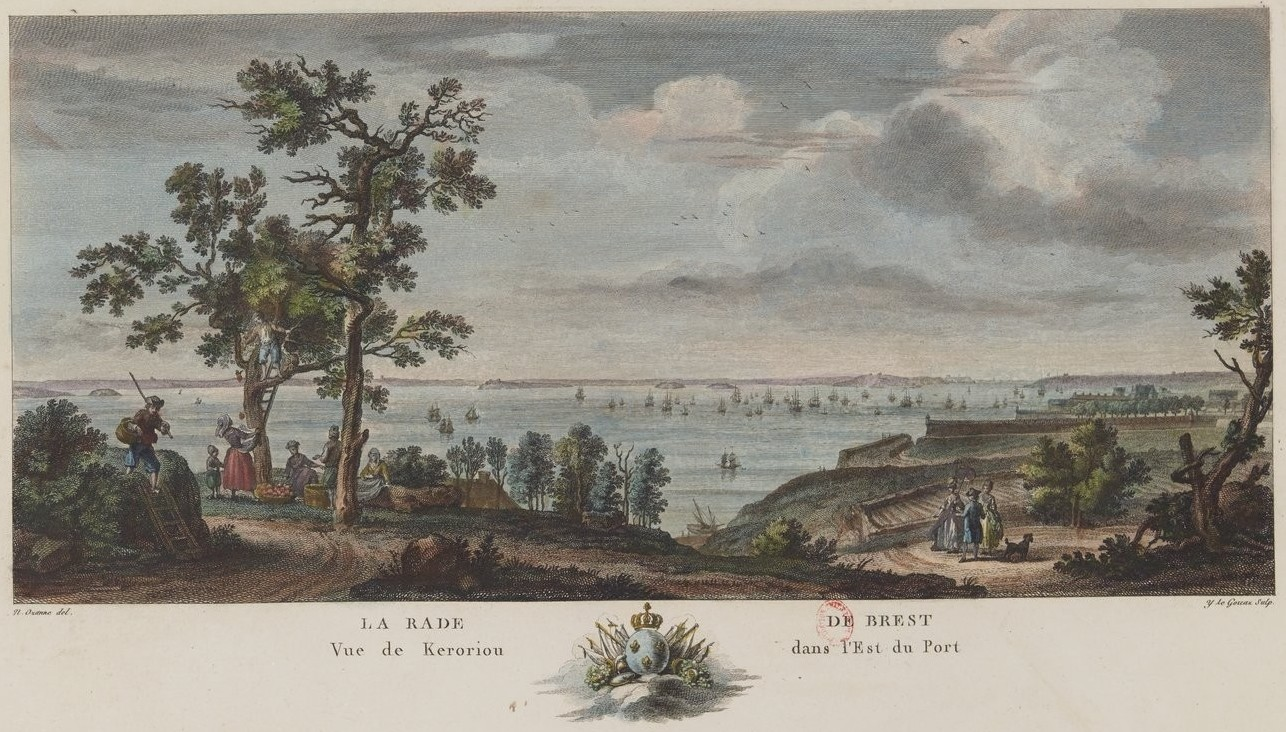
La rade et le port de Brest.
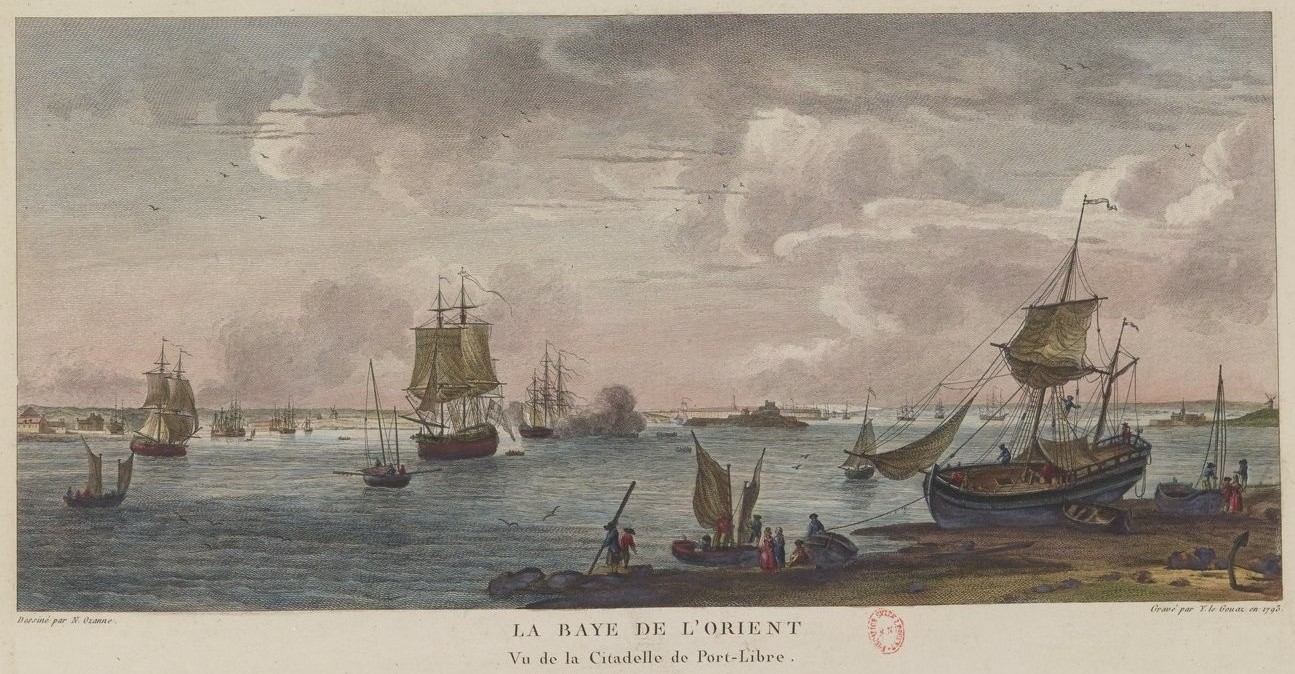
La baie de Lorient.
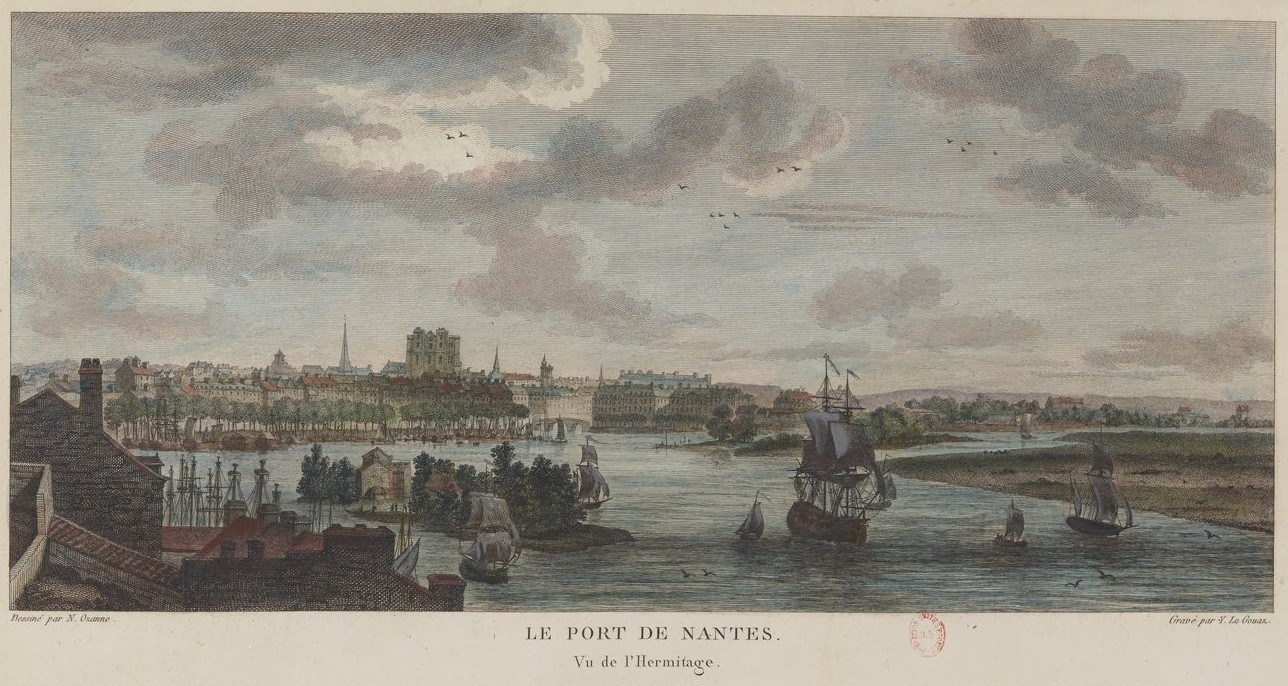
Le port de Nantes.
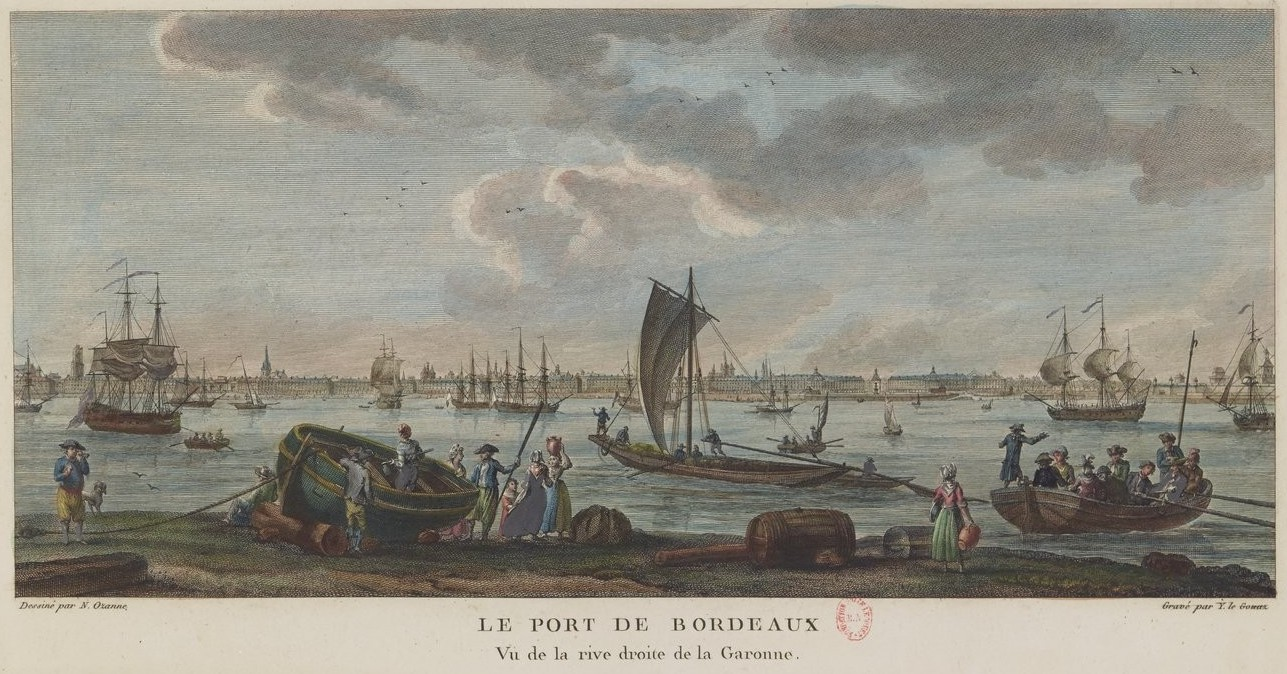
Le port de Bordeaux.
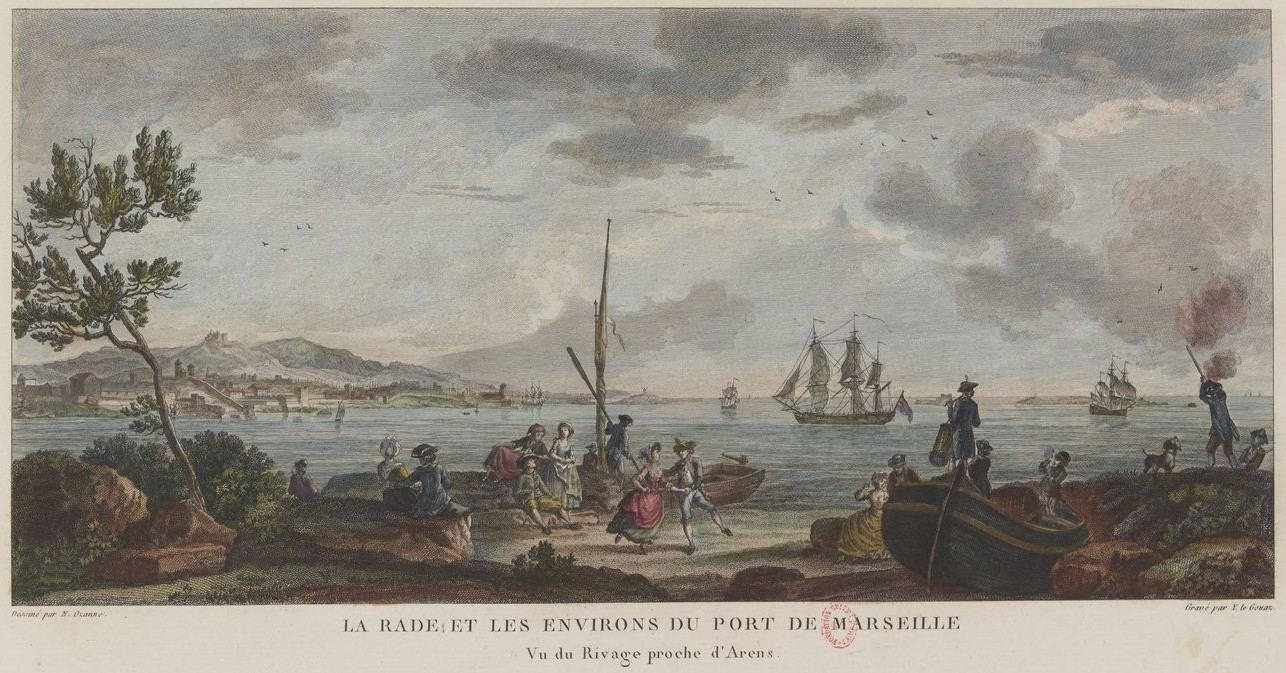
Le port et les environs de Marseille.
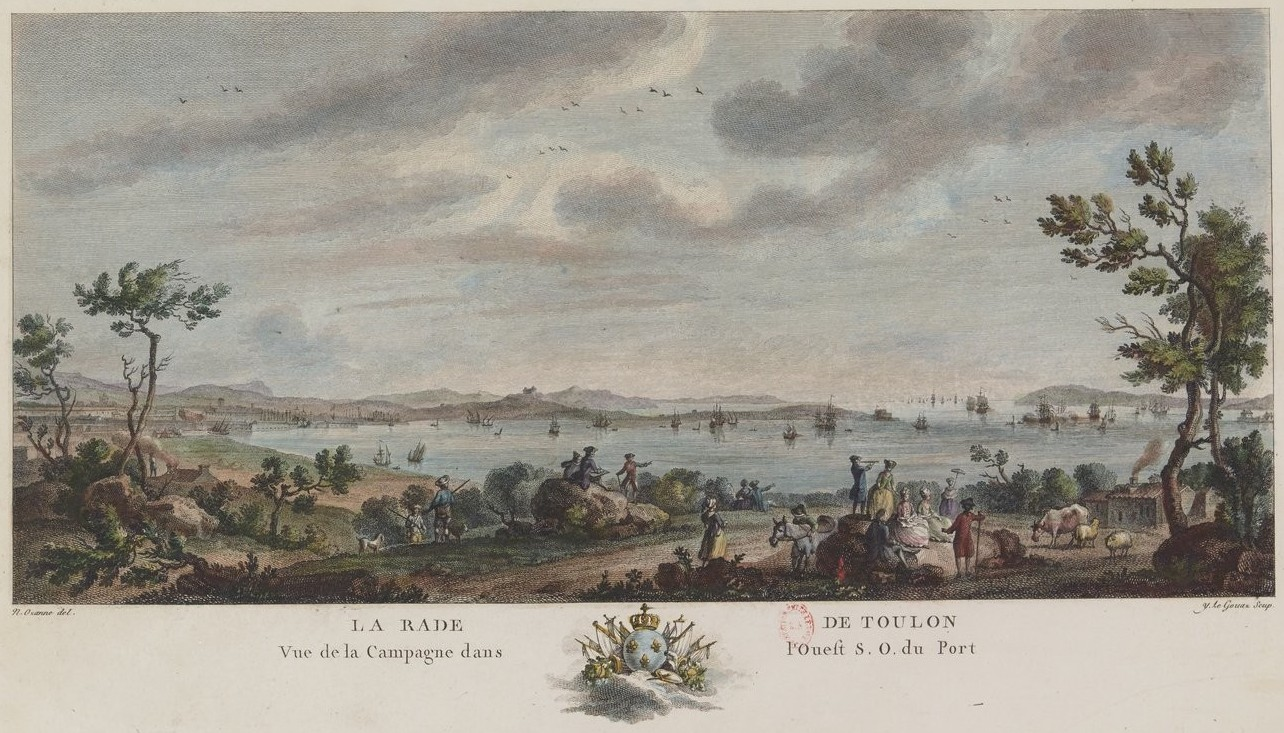
La rade de Toulon.
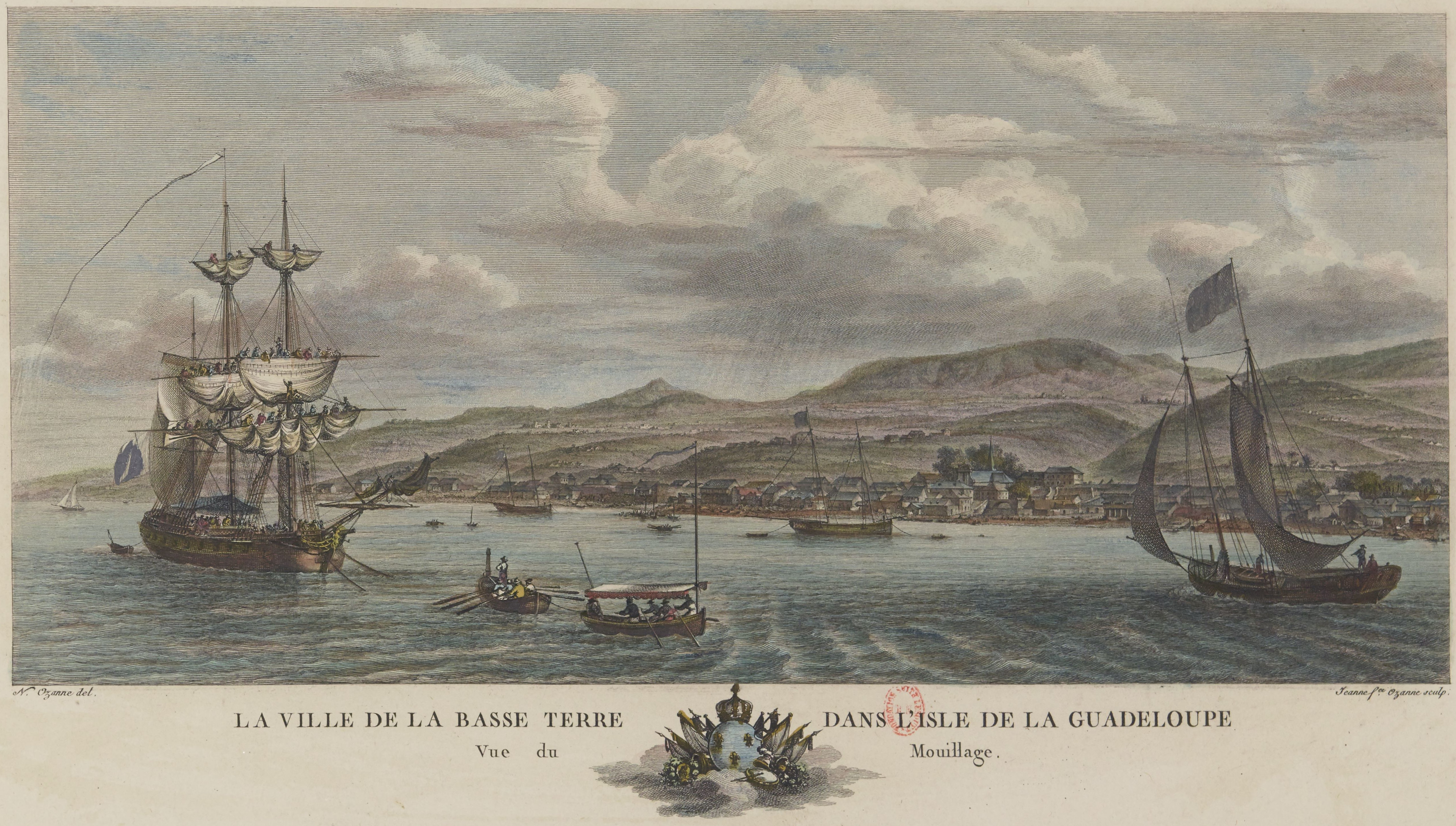
Basse-Terre à la Guadeloupe.
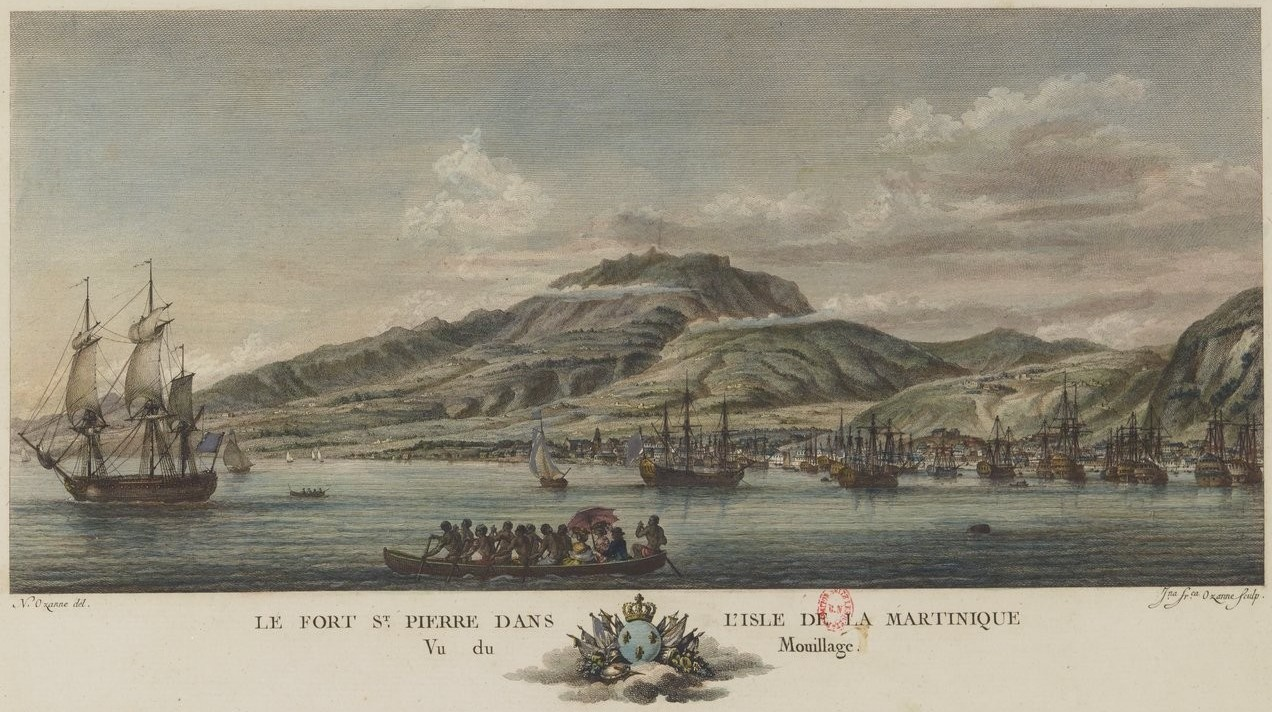
Saint-Pierre de la Martinique.

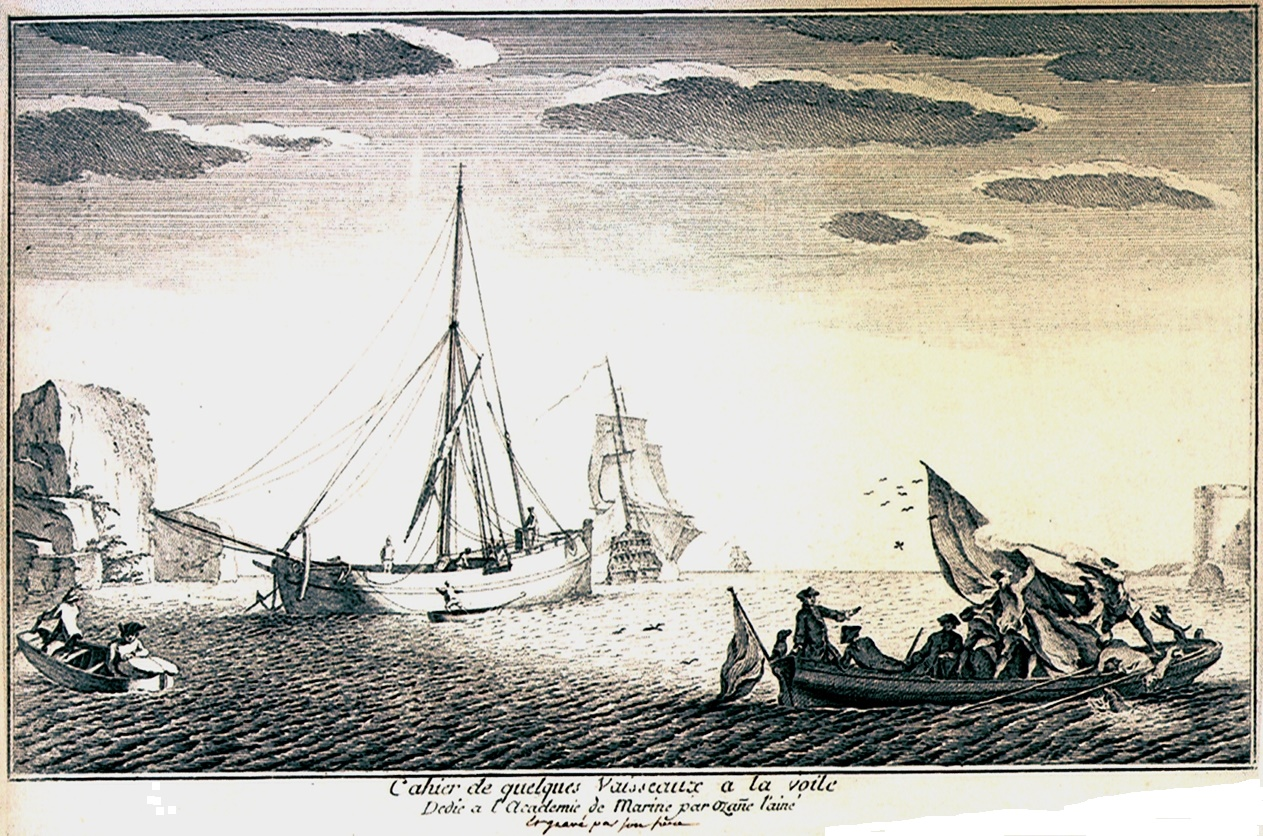
Présentation dédiée à l’Académie de marine de divers navires.
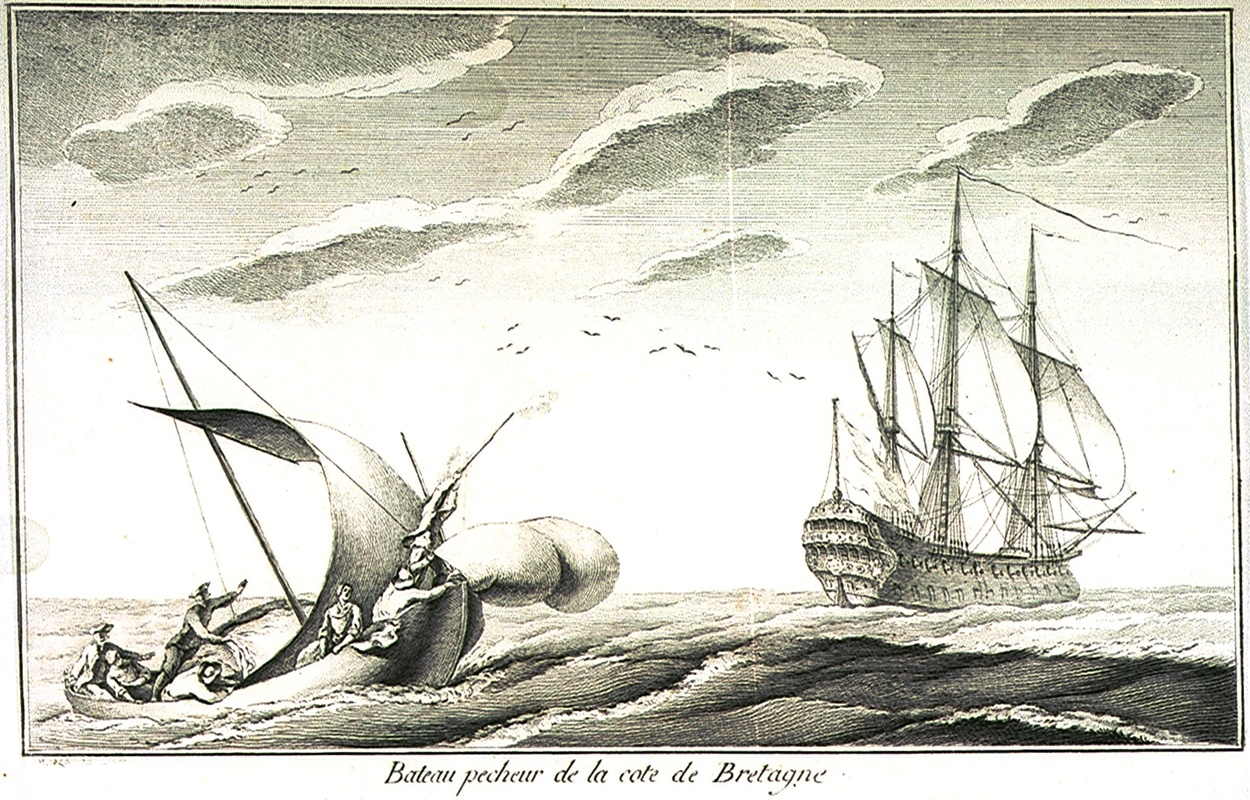
Bateau de pêche breton croisant un vaisseau de ligne sur son arrière.
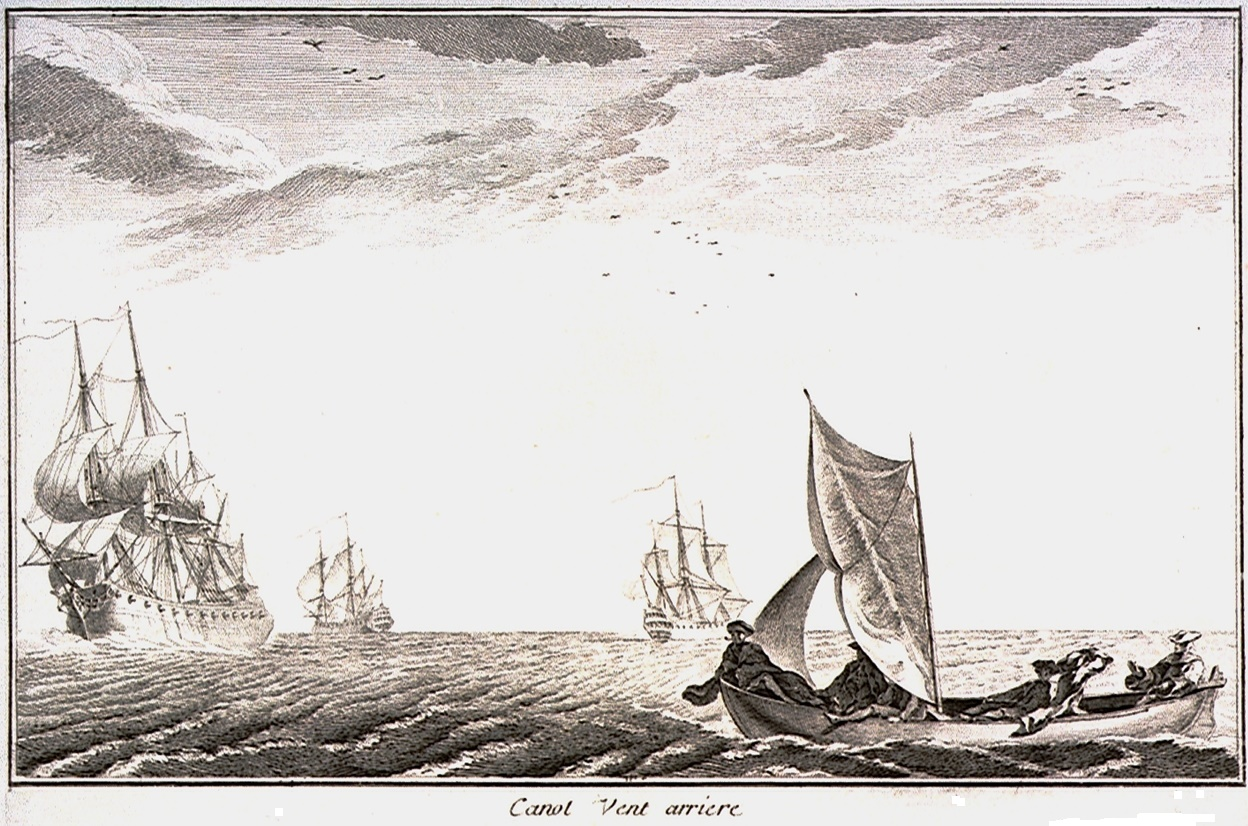
Canot par vent arrière s’apprêtant à croiser un vaisseau de ligne.
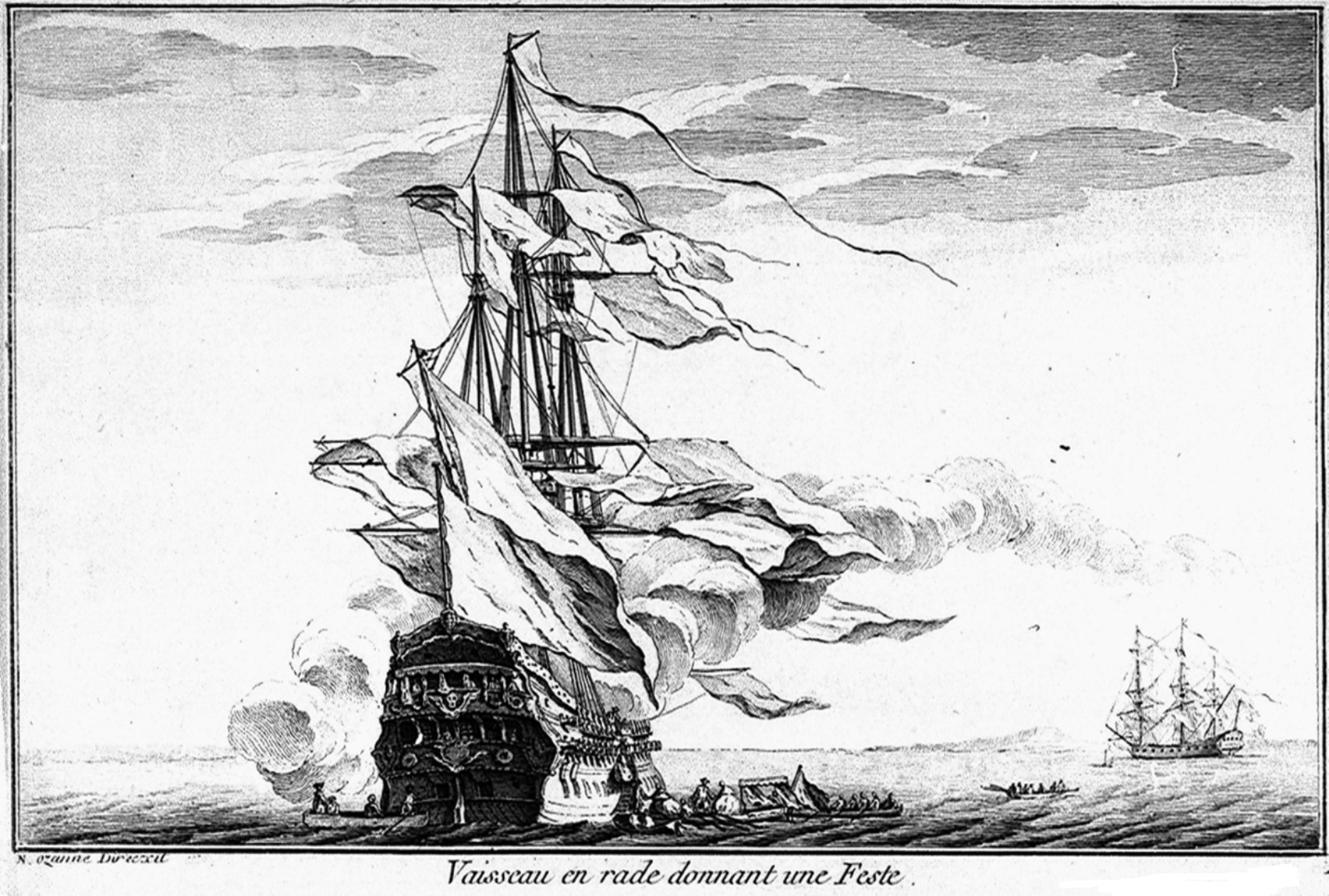
Vaisseau de ligne en rade donnant une fête.
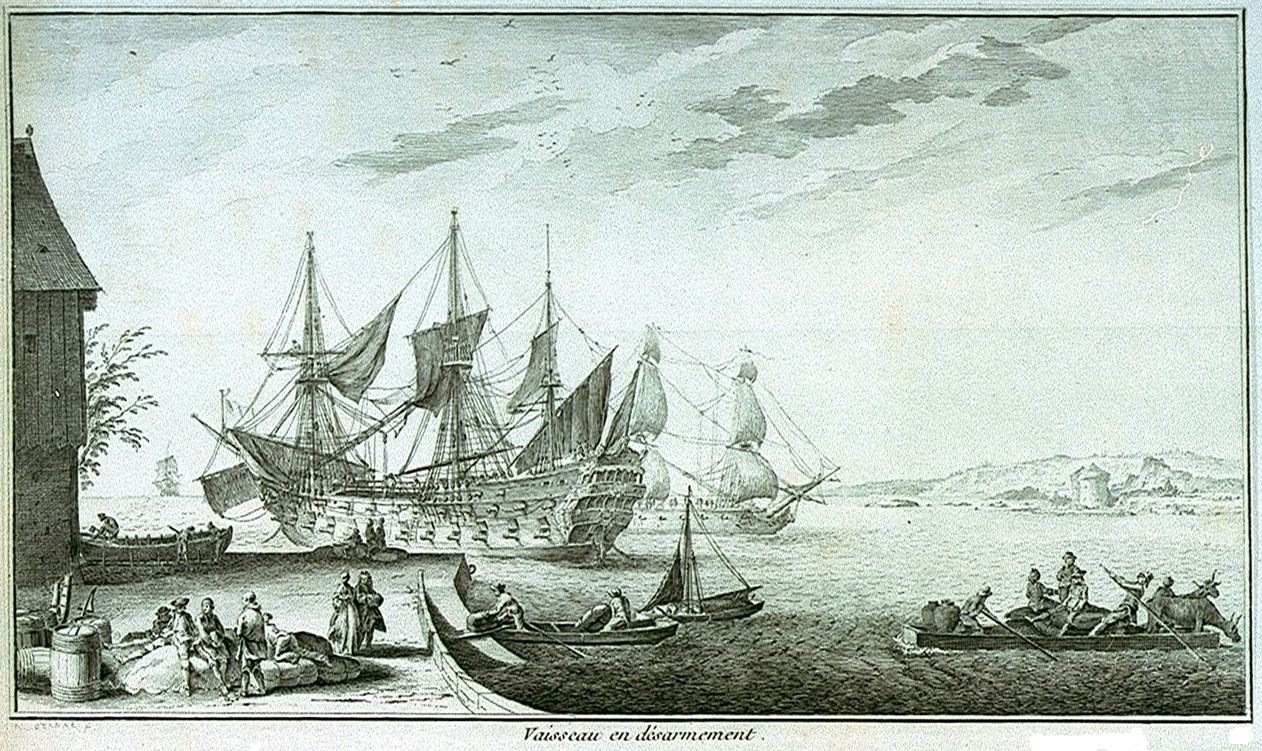
Vaisseau en cours de désarmement dans un port.
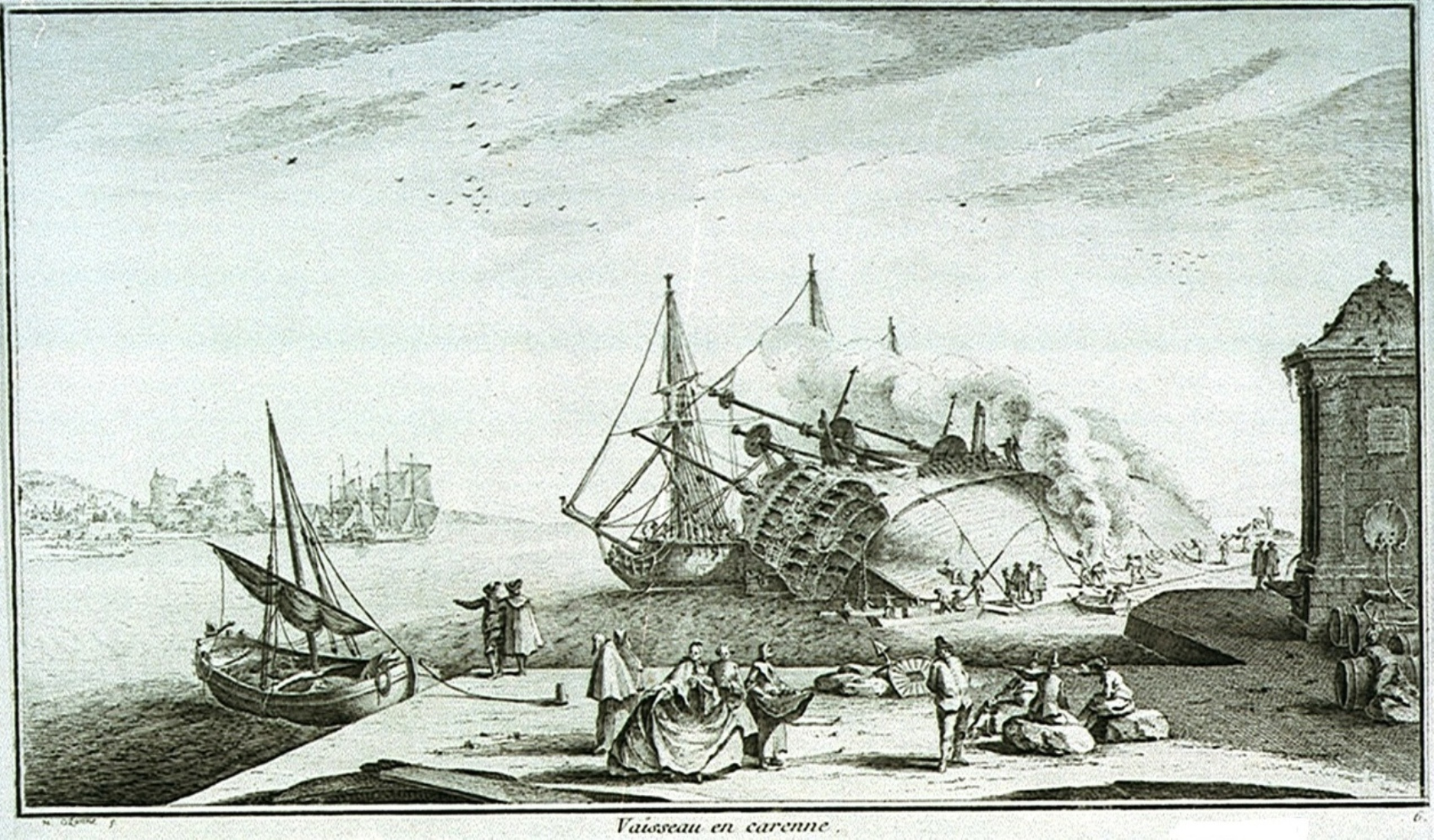
Vaisseau couché en carénage pour subir un radoub.